# 假面騎士W
《假面騎士W》是日本東映公司在2009年推出的《假面騎士系列》的第11部平成系列特攝作品。於2009年（平成21年）9月6日至2010年（平成22年）8月29日每週日早上08:00-08:30由朝日電視台播出，共49集。本作為口號是「我們是兩人合為一人的假面騎士」，是史上首位由兩名變身者所變身而成的假面騎士。
台灣於2012年7月1日至2013年6月9日每週日下午17:30-18:00由東森幼幼台首播國語配音版，晚上23:30-24:00重播。本作開始TV版改由華藝娛樂代理，並由大人物藝術製作參與配音工作；劇場版改由木棉花國際代理。2022年6月10日起，由木棉花國際每日於其超級英雄Youtube頻道播放高畫質版本。
香港於2012年7月21日至2013年7月6日每週六早上11:15-11:45由無綫電視翡翠台雙語廣播粵語配音版及日語版，設有提供中文字幕，其中粵語配音版可在每集播出後十四天內在網上經myTV重溫。

## 本作特色
- 本作是《平成假面騎士系列》第二期首作，亦是2000年代最後一部假面騎士電視作品。
- 本作以「偵探」及「記憶體」為主題。
- 自本作開始，官方將假面騎士的英文拼音標題，從原先英式拼音的「MASKED RIDER」改成日式拼音的「KAMEN RIDER」。
- 東映將本作視為《假面騎士系列》的改革機會，因此內容有不少實驗性質的設定。
- 本作的主編劇三條陸是首次參與《假面騎士系列》劇本的創作，並採用一回兩話與主線劇情較為無關的「單元劇」，放棄平成一期的連續劇模式，故事推進節奏因此驟降，但此做法為後來平成二期作品沿用數年。
- 本作的主題標語是「我們是兩人合為一人的假面騎士（俺たちは、僕たちは、二人で一人の仮面ライダーだ）」，是史上首位假面騎士由兩名變身者一起變身組合而成[1]，騎士踢進行時左右身會分離。
- 本作的風格有別於一般特攝，加入了日本動畫的氣氛，不少角色擁有稀奇古怪性格，比如說以女主角亞樹子為例，對主角翔太郎吐槽的行為等等設定，在以往的系列作中甚為罕見。
- 首度將故事建構於虛構的地點[2]。
- 每回標題均以大寫英文字母表示[3]。
- 平成系列中首部及唯一故事開頭以人物關係圖解說上回提要[4]，首部單雙話數閉幕畫面形式各有不同[5]。
- 此外，怪人設計藍本上，在平成系列中是首次有採用到非生物元素設計，亦是首次使用變身器變身和會發出電子語音的怪人。
- 本作主角演員之一的菅田將暉是首位於1990年代出生的主角假面騎士演員，亦是繼佐藤健之後第二位在作品中未滿18歲的主角假面騎士演員。
- 於2017年上映的《假面騎士平成Generations FINAL Build & EX-AID with 傳說騎士》得知本作至《假面騎士EX-AID》實為同一世界觀[6]。
- 續篇作《風都偵探》是以漫畫的形式描述本篇後續的故事，並於2022年推出電視動畫，作為《假面騎士系列》50週年紀念企劃作品之一。
- 續篇作《風都偵探》於2024年推出《假面騎士系列》首部劇場版動畫作品。

## 故事概要
舞台是有著巨大風車的都市——「風都」。
從最近開始，風都的街上不斷傳出名為「摻雜體（Dopant）」的怪人作亂的怪異事件。
所謂的「Dopant」實際上是人類使用「蓋亞記憶體（Gaia Memory）」變身的模樣。這些Gaia Memory經由一家企業正在檯面下流通著。操縱這些Gaia Memory流通的，則是園咲家族成立的企業──家庭的每個人在風都各擔任著不同的職務，但知道他們真面目的人少之又少。
為了維護風都的和平，私家偵探‧左翔太郎和他擁有豐富知識的同伴‧菲利普一同以Gaia Memory變身為假面騎士W，和接連出現的Dopant戰鬥！

## 故事背景
風都（Windy City）
原文： / Windy City
本劇的舞台，位於日本某處的虛構城市。
劇中把此處描述成一個港灣都市，本劇女主角亞樹子從大阪來到此處，此處顯非關西地區。
從《假面騎士Drive》外傳《Drive SAGA 假面騎士Chaser》一劇的描述，更顯示出此地跟東京都相接。
在街道上通常可見到各型各類的風車，為一座提倡生態綠能的城市，而這座城市的吉祥物是風都君。
裏風都（Another Windy City）
原文： / Another Windy City
風都偵探中出現的新舞台，一個位在異空間內的城市。該城市樣貌皆仿照風都打造，不過由於不存在地底，因此裏風都的居民在面對來自地底的敵人時會陷入被動。
鳴海偵探事務所
原文：
一間位在風都的偵探事務所，地址為風都風花町1丁目2番地3號。
除了平常的各種委託事務外，同時要負責調查關於蓋亞記憶體及摻雜體的相關犯罪活動。
創立者兼初代所長為『鳴海莊吉』，後在初始之夜案件中遭到射殺而亡，在臨死之前將事務所跟目標對象菲利普一同託付給助手兼徒弟的左翔太郎。
而後鳴海莊吉的女兒 - 鳴海亞樹子以「監視菲利普和翔太郎兩人」的名義擔任事務所的所長，並成為兩人的夥伴。
此處內設有倉庫，另外也是菲利普在調查案件時的調查地點。
此處的拍攝地點（海鷗撞球場）已在2019年拆除完畢，並在原處建起旅館和餐廳。
風都警察署
原文：
為風都的警察部門，曾試圖打擊摻雜體的犯罪活動。
本劇中期（第19話）成立了調查蓋亞記憶體（Gaia Memory）及摻雜體（Dopant）事件的專門部門「頻發案件調查課」，總部設在風都警署的3樓。
成員為刃野幹夫、真倉俊和照井龍。
風都偵探中得知該署設有著對Gaia Memory的特殊研究設施，簡稱「G研」，之後卻因內部間諜的關係而解散。
風都博物館
原文：
風都著名的博物館，館內成列的物品，不管是生物還是非生物，皆仿照本劇摻雜體（Dopant）所用的各式蓋亞記憶體（Gaia Memory）主題所搭建的模型。
館內的工作人員全部都是秘密組織「博物館（Museum）」的成員，館長為園咲家家主“園咲琉兵衛”。
風都博物館的建築物取景於日本國立科學博物館的外觀場景。
博物館
原文：  / Museum
當初是為了讓人類能夠「理想的進化」為目的，進而開發出蓋亞記憶體（Gaia Memory），並且故意讓其在風都流通的一個秘密組織，以園咲家的成員為組織核心。由於「地球的記憶」仍有一些未知的謎團未能解明，所以該組織便從「地球的記憶」提煉出來蓋亞記憶體，故意在風都散布並進行人體實驗，試圖從中得到重要的相關實驗數據。
此處的博物館為一個秘密組織之名稱，跟風都博物館為不同組織，風都博物館為展覽性質的公開組織。
風都塔
原文： / Windy City Tower
風都的著名地標景觀，為一座擁有30年歷史的巨大風車塔。
於劇場版《假面騎士W Forever A至Z/命運的Gaia Memory》中，在與大道克己/假面騎士Eternal的戰鬥中被摧毀，而後在最終話修復完畢。
風麺
風都的著名拉麺店，店內拉麵的特色是放了巨大魚板卷薄切片。
情報屋為其熟客。
園咲家
原文：
風都的名門貴族。
當家的家主為風都博物館的館長 - 園咲琉兵衛。
自認為「被地球選中的家族（地球に選ばれた家族）」，因此家族成員皆持有著高等蓋亞記憶體。
第46時因園咲琉兵衛被擊敗的關係而瓦解。
Digal公司
原文：  / Digal CORPORATION
風都知名IT企業，社長為園咲家的大女兒園咲冴子。
但實際上是園咲家在風都生產和銷售蓋亞記憶體（Gaia Memory）的公司，會回收所售出記憶體的使用數據，並加以改良。
風都偵探時得知在園咲家覆滅後，整個公司遭到拆除成為廢墟空地，但因為沒有人接手該地的緣故而荒廢。
蓋亞之門
原文：  / Gaia Gate
位於園咲家宅邸地下深處的大型空間，本劇又把這裡稱之為「泉」。
園咲琉兵衛曾在這裡發現大量寶物，他本人把這裡稱為「星降谷」，並把這附近的土地全部買了起來，興建了自己的豪宅。
菲利普曾於12年前意外掉進了「泉」而死亡，但也因此他在「泉」裡得到了地球書架的力量，才維持住他自己的生命。
風之舞（WIND WAVE）
風都的一個廣播電台。
園咲家的小女兒園咲若菜也在這電台裡面工作，負責主持廣播節目的“療癒公主（Healing Princess）”。
財團X
原文：
跨國性質的財團組織，又被稱作黑暗的巨大資本、死亡商人。擁有一座人造衛星。
而與園咲家對接的負責人為加頭順，加頭順想籍此利用園咲來人和園咲若菜引發全球性的Gaia impact。
根據第37—38話加頭順和琉兵衛的對話，園咲家與財團X互相支援。
博物館、NEVER、Quark皆為其眾多投資對象之一。
EXE
原文：  / EXE
為在博物館遭到瓦解一年後所出現的青少年組織。
自稱博物館的繼承人，收集博物館殘留下來的蓋亞記憶體，並以此進行新一波蓋亞記憶體的犯罪。
最後在首領被打敗後，該組織正式瓦解。
蒼炎群
原文：
為崇拜假面騎士ETERNAL跟NEVER的小型幫派。
最後在首領被打敗後，該組織正式瓦解。
風都偵緝隊
原文：
翔太郎在風都的情報來源處，作為翔太郎經常尋找信息和協助的對象，成員中每個人都會藉由自身的人際關係獲取情報。
名字來源自福爾摩斯系列小說內的「偵緝隊貝克街分隊」。
在漫畫「風都偵探」中仍是在外辦案的翔太郎的情報來源處，其集會聚集地則是以白銀家所開的咖啡館為所在處。
TEAM ACCEL
原文： / Team Accel
在風都警察署特殊研（簡稱G研）因內鬼的關係而遭到解散後，由元特殊研的4名女研究員重新組成的支援者隊伍，因成員皆曾受到照井龍的幫助而成為照井龍的粉絲，因此隊名採取照井龍所變身假面騎士ACCEL命名。
因在特殊研解散之前將內部大量資料帶走的關係，所以除了作為照井龍的支援者外，也同樣進行原本在特殊研內的研究蓋亞記憶體工作。
在《i啊 再來一次》篇時，菲利普為了能進入裏風都，而拜託TEAM ACCEL協助開發新型蓋亞記憶體。
HOTEL JOKER
原文： / HOTEL JOKER
《x的殘影》篇菲利普為了讓時女解釋她的過去而訂的愛情賓館。
KAI 集團
原文： / KAI CORPORATION
當時還效力於財團X的萬燈雪侍所創辦的企業，而之後背叛他的出紋大騎是當時他的秘書。
《歡迎來到u》的委託人兼嫌犯卯之花紬亦曾在此企業中工作。

## 用語

### 蓋亞記憶體
原文：  / Gaia Memory
外型類似USB的一種裝置。
音效：立木文彦。
在Memory中注入了「能夠重現地球的記憶程式」，因此只要是地球上有的東西都有一個與之對應的Gaia Memory，實際上Gaia Memory本身也是以特殊程式進行驅動，似乎有程式思考模式。
由於正常情況下難以控制Memory的關係，會導致使用者慢慢消耗生命能量，也因此容易失去心智最後出現失常情形，甚至死亡。Memory縱然被破壞，原本造成的傷害也不會因此恢復，是其最大缺點，也因此有Driver的開發製造，是為防止這種情況發生而特別製作的。
但是有一部份Memory所造成的現象，會隨著Memory的毀損而消失。
蓋亞記憶體的外殼顏色會在製作過程中受內部數據影響從而產生變化，因此記憶體的顏色才會如此的五花八門，只有高等記憶體會為了凸顯其強大而被後天塗裝成金色或銀色。
在風都偵探中得知Memory在一定的機率下，不會隨著使用者被擊倒而毀損，反而是以完整的形式排出使用者體外。
- Memory可以分成下列七類：

一般正式版：
顧名思義，就是Museum的神秘組織販賣到市上的Memory，有著骸骨的外殼，頂端的裝飾是角，可以將人變成各種不同的可怕生物Dopant。購買了記憶體的人，必須進行連接手術（但過程非常簡單快捷，只要利用類似釘槍的特殊機器，在身體上製造身體接口即可），才能使用，且一人只能使用一支，否則會有副作用。Museum不會把Gaia Memory販賣給未成年人，因為他們精神與肉體比成年人更為純潔，若使用Memory，會令Memory急速進化，同時令使用者因渴求記憶體的力量而失控，甚至死亡。在本劇中段Museum會為了獲得更多Memory的實驗資料而違反不販賣蓋亞記憶體給未成年人的原則。
纯正記憶體：
必須透過特定的Driver才可使用的特殊Memory，分為Soul Memory（靈魂記憶體）和Body Memory（身體記憶體），Body Memory的插頭是金色的，會決定戰鬥時採取的作戰風格(形式)。Soul Memory的插頭是銀色的，會決定變身後的戰鬥屬性。（Joker Memory 除外）
高等記憶體：
為Memory中最強大的一批，大部分由園咲家族所持有，外殼和一般正式版毫無分別，但是有金色和銀色兩者，不過就如同上述一般，此類型記憶體只有這兩種顏色的原因是因為這並非記憶體原本剛完成時的顏色，而是為了凸顯其強大性能才重新塗裝而成的顏色。顧名思義，高等記憶體的毒素比一般正式版要強得多，所以園咲家族成員都會使用Gaia Driver變成Dopant。不過井坂深紅郎認為使用驅動器會減少高等記憶體的威力，本人也不用，還鄙視用的人。
T2次世代限定版：
正式名稱為「Type-2 Gaia Memory」，詳見A至Z Gaia Memory的命運。
試驗品：
一般正式版完成前的試驗品，雖可使用但能力比一般正式版差上許多，只有一部分手下會持有，不會被販售給他人。試驗品的存有量極少，多半已被一般正式版取代而淘汰。
擬態記憶體：
用於起動各種道具。當中載入的並非地球記憶的程式。Stag、Spider、Bat、Frog、Denden、Beetle、Engine Memory屬於此類。
特例：
不能歸類於以上種類記憶體的記憶體。目前僅Masquerade Memory（妝扮記憶體）屬於此纇。
生體連接洞設置手術器
原文： / Living Connector Setting Operation Gun（L.C.O.G）
此手術器為槍型構造，蓋亞記憶體的人類使用者，必須先用此手術器在身體某個部位上打洞，才能順利插入記憶體，並讓記憶體藉由此洞跟該人產生認識連結。原則上一個蓋亞記憶體只能讓一個人類使用，但某些不明原因產生質變的蓋亞記憶體，卻可以允許讓複數人輪流使用這個記憶體。
生體連接洞
原文：  / Living Connector
人類使用者無法直接使用蓋亞記憶體，必須藉由此洞跟該記憶體產生認識連結。不過如果蓋亞記憶體被破壞，連接口會自動消失。

### 摻雜體
原文： / Dopant
人類使用蓋亞記憶體（Gaia Memory）中的記憶注入自身而變身（Doping）的樣子。使用後多半會出現提升身體能力的狀況，但也有戰鬥能力一般甚至低下，但特殊能力卻很強力的類型。會因為使用者強烈的感情令記憶體的力量更加強化。
由於蓋亞記憶體（Gaia Memory）的資料過於龐大，以致於變身者經常發生失去理性的暴走。但園咲家也有開發名為「蓋亞驅動器（Gaia Driver）」的腰帶型器具，能夠令變身者依然能保持自我。而另外開發能同時使用兩個Gaia Memory的「雙重驅動器（Double Driver）和只能使用一個Gaia Memory的迷失驅動器（Lost Drive）。其中的Double Drive則在本劇一開始就被左翔太郎和菲利普拿走。
Gaia Memory使用時僅能從印記處插入使用，印記必須由組織內的社員用特殊器具以類似紋身的方式印上。
雖然身體上任何的裸露肌膚部位皆可插入使用，但使用者沒有印記使用時會因蓋亞記憶體（Gaia Memory）的強大力量而傷害到自己身體，甚至造成身體組織破損的嚴重後果。
Gaia Memory的使用者若失去意識或死亡，只要Memory未取出或被破壞，其靈魂有可能成為摻雜體（Dopant），因此可藉靈魂型態附身於物體或人身上，Dopant被擊倒後也只是Memory被破壞而已，由此可見其力量之強大，但是園咲家也曾經研究過靈魂Dopant，結果是靈魂型態能力低於肉體型態。另外菲利普也是以靈魂型態變身的，是少數特例。
為今次假面騎士面對的主要敵人。與眾多假面騎士中的怪人的設定不同，Dopant被擊敗後變身者並不會消失也不會死亡，而是蓋亞記憶體（Gaia Memory）被破壞（Memory Break）後回復成原本人類的模樣。沒有使用Gaia Memory而Gaia Memory被破壞後，印記並會自動消失。

### 超常適合者
語出自井坂深紅郎，指使用者本身和某個Gaia Memory的適合度特別高者，適合度通常影響著Dopant發揮Memory的能力及程度，但通常都不會特別高。
超常適合者都被井坂利用來強化Memory的力量，只要以印記作為連接，就能透過特殊的方法進行強化。但是會導致生命能量消耗過快而死亡。
其實在許多Dopant中存在著少數的超常適合者。

#### 過剩適合者
語出自井坂深紅郎，當有人和特定的Memory適合度高，並能發揮比他人使用時更強大的力量時，該人即為過剩適合者。
被井坂找到的過剩適合者，都被利用來強化Memory的力量，只要以印記作為連接，就能透過特殊的方法進行強化（如精神上的刺激）。
與超常適合者不同的是，過剩適合者的適合度不需要太高即可，但超常適合者能強化的程度會比過剩適合者更高。
過剩適合者的缺點為生命能量消耗比常人大，即使不使用Memory亦會感到非常疲憊，且會導致提早死亡。而印記也會因負面情感的增長而成長。

### 頂級適合者
出自《風都偵探》語出自鏡野菊，長時間使用Memory並將其力量發揮得爐火純青的人即為頂級適合者（High Top），此類型的人除了能發揮超出Memory原本上限的力量外，還能在不變身的情況下使用思念波、念力之類的超能力，甚至能無視除了毒素以外的負面影響。
裏風都的幹部幾乎都是頂級適合者，此外在「封閉的k」事件中登場的鏡野菊為頂級適合者的先驅，能感應Memory和空間波動的時女似乎也是頂級適合者。

### 地球圖書館
原文：
菲利普所持有，在其頭腦中存在的無數知識資料庫之總稱，也包括有關Gaia Memory的資料，表現方式是出現在菲利普面前的無數個書架。當菲利普使用Fang Memory變身而陷入暴走時，其景象會變成無數個燃燒的書架。
搜索的方式有點類似Google之類的關鍵詞方式，輸入關鍵詞時以英文表示，在輸入關鍵字搜查後結果會逐漸明朗，跟查詢無關的書架和書會被移開，最後留在菲利普面前的就只剩下一本沒有字的書，書的封面上會標示Place（地點）或Name（名字）等搜查目標，而菲利普可以藉由這本書得知搜查的最終結果。
不過，My Family（我的家庭）是唯一一本被撕掉所有書頁的書。
而且，有可能出現無法瀏覽的書，需插入鑰匙，也就是特殊關鍵詞才能瀏覽。
只有在瀏覽園咲琉兵衛的資料時，不但無法瀏覽，菲利普還會被彈出。
菲利普曾在本劇中說過「人心是無法檢索的」，由此可知雖然地球圖書館紀錄了所有的知識，但是唯有心裡是另一個世界，是無法以檢索得知的。因為「地球圖書館」紀錄的為絕對客觀的資料，而無法紀錄人心的主觀想法等資料。
在園咲若菜變為Clay Doll Xtreme後，她的精神亦已可以進入地球圖書館，並和菲利普爭奪內部的知識。

### 內心的世界
為本作中的特殊觀念，曾在劇中出現過他人的內心世界也是以書架的方式表現，由此可知「書本」不單只是地球圖書館所紀錄的資料，更是紀錄該人的一切資料，與過去作品電王的「記憶」觀念有類似之處，只要存在過或發生過都會被紀錄下來並永久保存，如果失去了那書本就會缺頁，只是不會像幪面超人電王一樣會有特殊的情況讓失去的東西失而復返。
蓋亞衝擊
原文：  / Gaia Impact
博物館的最終目的。將地球記憶的大量資料跟地球融合的儀式從而令地球產生重大變革。

## 本作登場假面騎士

### 假面騎士W
變身者：左翔太郎&菲利普（替身演員：高岩成二、CV：桐山漣&菅田將暉）
原文： / 

#### 普通型態
W由翔太郎和菲利普各自持有一種Gaia Memory，身體記憶體與靈魂記憶體各取其一组成的。二人起初各有三個Gaia Memory，為假面騎士史上最初能以排列組合方式擁有多種型態的騎士，菲利普在故事中期得到Fang Memory，與Joker Memory組成第10種形態。在《風都偵探》中因為翔太郎和菲利普兩人都成長的情況下，使得Fang Memory能與Metal Memory和Trigger Memory組合。
身體記憶體共有Joker Memory、Metal Memory、Trigger Memory、Fang Memory四種，分別為「王牌」、「鋼鐵」、「槍手」和「尖牙」的記憶。前三個由翔太郎持有。身體記憶體决定了W的個體基本的能力和武器，身體記憶體使用者的個體會變身成W，在戰鬥時受到的傷害由其承受。
靈魂記憶體共有Cyclone Memory、Heat Memory、Luna Memory三種，分別代表「旋風」、「炙熱」和「月神」的記憶，由菲利普持有，決定W的属性和特殊能力，分別為速度，火焰及變化。使用特殊能力會消耗菲利浦的體力，使用過度會導致菲利浦失去戰鬥能力。W曾過度使用Heat Memory的火焰能力，導致菲利普昏迷。變身時，其使用者的靈魂會傳送至身體記憶體使用者身上，與之合二为一。
當任一方的Memory被拔除後，W會解除變身（更換型態及發動Maximum Drive不在此限）。此外，若菲利浦的意識被強制離開W的身體時也會解除變身（第29話曾出現過）。
雖然Memory分為「身體記憶體」和「靈魂記憶體」，但在變身時先發動插入者即是作為意識傳送的一方，Fang狀態下由菲利普先發動，因此明顯說明這點。
將身體記憶體插入可以發動必殺技，名為「Maximum Drive」，Maximum Slot的位置對應不同的各種身體記憶體，Joker狀態下是腰帶，Metal狀態下是棍棒上，Trigger狀態下則是槍上，亦可插入W所持有的電子儀器中。Fang Joker形態下需要連按Fang Memory上的角三次便能發動Maximum Drive。
第一次發動Heat和Trigger的Twin Maximum（雙重極限驅動），第二個Memory的Maximum Slot的位置和Joker相同，是放在腰帶（第27話尾和第28話開頭），令Heat暴走，而對翔太郎身體造成嚴重傷害而昏倒。
第32話出現的Cyclone Joker Xtreme型態，是由Double Driver配合Xtreme Memory變身而成。Cyclone Memory和Joker Memory被Xtreme Memory抽離，之後Xtreme Memory兩旁的Memory插進Double Driver就能變身。然而，菲利浦並非以靈魂傳送至身體記憶體的使用者身上，而是和翔太郎「二合為一」。
|                 | Joker（王牌）                            | Metal（金屬）                             | Trigger（扳機）                                                     |
| --------------- | ---------------------------------------- | ----------------------------------------- | ------------------------------------------------------------------- |
| Cyclone（旋風） | Cyclone Joker （旋風王牌） Joker Extreme | Cyclone Metal （旋風鋼鐵） Metal Twister  | Cyclone Trigger （旋風槍手） Trigger Aero Buster Trigger Storm Bomb |
| Heat（炙熱）    | Heat Joker （炙熱王牌） Joker Grenade    | Heat Metal （炙熱鋼鐵） Metal Branding    | Heat Trigger （炙熱槍手） Trigger Explosion                         |
| Luna（月神）    | Luna Joker （月神王牌） Joker Strange    | Luna Metal （月神鋼鐵） Metal Illusion    | Luna Trigger （月神槍手） Trigger Full Burst                        |
| Fang（尖牙）    | Fang Joker （尖牙王牌） Fang Straizer    | Fang Metal （尖牙鋼鐵） Fang Spear Bullet | Fang Trigger （尖牙槍手） Fang Screwdr                              |

##### 記憶體
Cyclone（港台均譯為旋風）
代表「旋風的記憶」的Gaia Memory。
Cyclone型態的W有優秀的速度。能使攻擊速度提高並附帶風的效果，會消耗體力。
Cyclone Memory與同樣是速度型的Joker Memory有很好的契合度。
- 與被假面騎士Decade能力（Final Form Ride W）所分出的Cyclone Memory結合成Cyclone Cyclone形態，使其可以發揮旋風的最大疾風能力。必殺技為極大颶風應力之雙腿騎士踢（Triple Extreme）。

變身成Cyclone型態的W時，身後的銀色圍巾「Windy Stabilizer」就是來自Cyclone體內。
Heat（港譯為熱火、台譯為炙熱）
代表「熱火的記憶」的Gaia Memory。能生成高溫，使攻擊附帶火焰的效果，對擁有冰凍能力和身體堅硬的敵人相當有效，但也會消耗體力。由於力量過於強大，因此在啟動Heat Maximum Drive的時候有著極大的風險，甚至燒傷。
Heat Memory與同樣是力量型的Metal Memory有很好的契合度。
Luna（港譯為幻影、台譯為月神）
代表「幻影的記憶」的Gaia Memory。能讓W的身體和使用的武器有長度伸縮彎曲，或使子彈軌跡彎曲的效果，會消耗體力。
Luna Memory與同樣是戰術型的Trigger Memory有很好的契合度。在與Joker Memory配合時，「Joker Strange」右半邊有分身效果。
Joker（港譯為皇牌、台譯為王牌）
代表「王牌的記憶」的Gaia Memory。
能強化人類的運動神經，使之成為體術達人。
Joker型態的W有優秀的速度和身體機能，格鬥能力很强。Joker Memory與同樣是速度型的Cyclone Memory有很好的契合度。
此外，在漫畫《風都偵探》中還提到Joker能藉持有者的感情能量來增幅威力至原來的性能上限之上，在漫畫中翔太郎就曾在沒變身的情況下只靠Stag Phone裝置力量被翔太郎的情感增幅的Joker Memory發動Stag phone的Maximum Drive來突破Puzzle摻雜體的禁閉空間。
- 與Cyclone Memory結合成Cyclone Joker型態，可以提升Joker的速度及靈活度，必殺技為身體對分的騎士踼——「Joker Extreme」(台譯為王牌極限踢)。（第1、5、11、24、33、49話中使用過，第11話中被Nasca破解，第33話中發動2次且攻擊皆失敗）於第1話登場。
- 與Heat Memory結合成Heat Joker型態，Joker的拳擊附帶火焰的效果，必殺技為身體對分的拳擊——「Joker Grenade」（台譯為王牌榴彈擊）。（第10話中使用過）於第2話登場。
- 與Luna Memory結合成Luna Joker型態，W的右邊身軀可隨意伸展，有如橡皮筋般的彈性。於第1話登場。必殺技為身體對分，再分出多個Luna攻擊——「Joker Strange」。
- 與Fang Memory結合成Fang Joker型態，僅作靈魂記憶體之用，未為Fang Joker提供特殊能力或屬性。
- 假面騎士Decade能力（Final Form Ride W）使兩人一分為二，記憶體也直接鏡像複製成為Joker Joker形態，使其可以發揮王牌的最大格鬥能力。必殺技為巨大格鬥力之雙腿騎士踢（Triple Extreme）。
- 在劇場版《A至Z 命運的Gaia Memory》中，獲得Lost Driver後，使用T2-Joker Memory而變成類似Joker Joker的形態。(沒有Joker Joker中間的銀色直間)
- 49話中翔太郎使用Joker Memory（非T2）單獨變成Joker。必殺技為騎士踼——「Rider Kick」和騎士拳——「Rider Punch」。（第49話中使用過）於第49話登場。

Metal（港台均譯為鋼鐵）
代表「鋼鐵的記憶」的Gaia Memory。
Metal 型態的W有強大的力量和防御力，使用棍型武器「Metal Shaft」（台譯為鋼鐵重擊棍）。Metal Memory與同樣是力量型的Heat Memory有很好的契合度。
- 與Cyclone Memory結合成Cyclone Metal型態，可以提升使用Metal Shaft的速度。必殺技為附著強烈旋風的連續棍擊——「Metal Twister」（台譯為鋼鐵旋風破）（第26話中使用過）於第3話登場。第45話則是配合Stag phone使用——「Metal Stag Break」擊敗Smilodon。
- 與Heat Memory結合成Heat Metal型態，使用Metal Shaft時可產生火焰。必殺技為附著強烈火焰的棍擊——「Metal Branding」（台譯為鋼鐵烙印擊）。（第2、4、11、27話中使用過，第27話中被Weather破解）於第2話登場。
- 與Luna Memory結合成Luna Metal型態，Metal Shaft變得有彈性，可隨意彎曲。必殺技為劃出多個黃色的追蹤能量環的連續攻擊——「Metal Illusion」（台譯為鋼鐵幻旋陣）。（第30話中使用過）於第4話登場。
- 與Fang Memory結合成Fang Metal型態。

Trigger（港譯為槍擊、台譯為槍手）
代表「槍擊的記憶」的Gaia Memory。
Trigger 型態的W擁有優秀的射擊能力，使用手槍「Trigger Magnum」（港譯神槍麥林、台譯為槍手麥格農）戰鬥。Trigger Memory與同樣是戰術型的Luna Memory有很好的契合度。
- 與Cyclone Memory結合成Cyclone Trigger型態，Trigger Magnum的頻率和子彈速度有所提升。第5話首次登場。曾與Bat shot配合，使出有高準確度的射擊——「Trigger bat Shooting」（第18話中使用過）。（此型態的必殺技於命運蓋亞記憶體A-Z出現過）
- 與Heat Memory結合成Heat Trigger型態，Trigger Magnum會射出火焰彈，於第6話登場。必殺技為火焰彈噴射——「Trigger Explosion」。（第12話中使用過）曾配合Heat Memory可使用Heat Maximum Drive。
- 與Luna Memory結合成Luna Trigger型態，Trigger Magnum會射出有追蹤敵人功能的子彈，於第6話登場。必殺技為射出多數的追踪彈——「Trigger Full Burst」(槍手 全力爆風)（第6、7、8、14、16話中使用過，第7話因電話的關係未發動成功，第16話因Nasca救援Taboo而攻擊失敗）。在第14話配合Stag phone使用——「Trigger Stag Burst」（台譯為槍手鍬形爆風）。
- 與Fang Memory結合成Fang Trigger型態。

Fang（港譯為獠牙、台譯為尖牙）
代表「獠牙的記憶」的Gaia Memory，可以給予W最快的速度和最為野性的戰鬥能力。
平時是以小型機械恐龍自由活動，有自己的思考意志。Fang Memory本是為保護菲利普而創造，感應到Dopant出現時會先攻擊或保護菲利普後看情況讓菲利普變身（類似過去作品假面騎士KABUTO中的Zecter），因此由菲利普持有。
以此型態變身時以菲利普為主體，翔太郎則會失去意識。
使用時會使菲利普失去理智，一切行動均以消滅敵人為優先，甚至不顧他人的安危，所以菲利普也不完全信任它。後來翔太郎和菲利普能夠控制Fang Memory的力量，不至失控暴走。在成功控制之後，翔太郎為了不讓菲利普再失去理智而負責制約使用。在第16話登場。
在劇場版《假面騎士×假面騎士 W & Decade Movie大戰2010》（回憶篇）也有出現。
在劇場版《假面騎士W Forever A至Z/命運的Gaia Memory》中，因Eternal Requiem的發動，導致Fang Memory當機，直至特殊效果解除。
- 與Joker Memory結合成Fang Joker型態，Joker Memory改作靈魂記憶體方式使用（但沒有為W提供任何特殊力量）。

按下Fang Memory頭上的角1下，能使用Arm Fang（台譯為手臂尖牙），前腕會產生利刃當作手刀武器之用。
連按2下，能使用Shoulder Fang（台譯為肩部尖牙），肩膀上會產生利刃，拔出後可當作刀刃，或者迴力標之用。
連按3下，能使用必殺技Fang Straizer（台譯為尖牙迴旋刃），使用腳跟刀刃的旋轉騎士踢（第16、17、28、31、38話中使用過，第31話因W身體的不平衡而發動失敗）。必殺技的名稱由翔太郎於第16話即興命名。
- 與Trigger Memory結合成Fang Trigger型態，Trigger Memory改作靈魂記憶體方式使用。

本來以翔太郎的情況，不使用和他本人適合度最高的Joker Momery是無法駕馭Fang Memory的力量，但隨著Xtreme Memory的取得，翔太郎亦成長到可以使用Trigger Memory或Metal Memory來配合Fang Memory的力量，進而實現這個型態。(但仍屬於無法長期使用的狀態)
漫畫中使用了兩次Arm Fang後在左手（不同Fang Joker是右手）形成兩個利刃，之後的Maximum Drive則是以左手作弓來射出光束箭矢的[Fang Screwdr]。
- 與Metal Memory結合成Fang Metal型態，Metal Memory改作靈魂記憶體方式使用。

與Trigger Memory同樣的情況，在翔太郎成長之後可以使用。(但仍屬於無法長期使用的狀態)；特徵是變身後發動兩次的Shoulder Fang，自雙肩延伸至手臂側邊長出金屬尖刃，擁有超高的身體硬度與極快的移動速度，因而近戰能力極強且攻擊方式狂暴；發動Maximum Drive為旋轉全身並衝撞對手，以尖刃貫穿對方的[Fang Spear Bullet]
Xtreme（港譯為終極W、台譯為極限）
- 請詳見下文。
- 在32話中，因翔太郎一話而令Xtreme覺醒，授翔太郎使用Xtreme Memory的資格。變成Cyclone Joker Xtreme形態。必殺技1為使用Prism Maximum Drive之Prism Break，具有破壞再生能力之力量，但對Clay Doll Xtreme無效。必殺技2為Bicker Final Illusion之激光。必殺技3為蓄力能量斬擊Bicker Charge Break。
- 在《風都偵探》第100話中得知Xtreme Memory內部還保留著菲利普過去的數據記憶。

#### 變身模式（本作的終極型態）Xtreme Memory（台譯極限記憶體）
本體為鷹，第29話首次登場。第30話曾保護菲利普而將其收容治療。
由於是Shroud在第31話交給菲利普的關係，因此由菲利普持有。
並沒有儲存任何「地球之記憶」的Gaia Memory，但能讓W和地球的記憶直接相連，因此能獲取任何W所需的情報。鷹頭部份是稱為「地球空間」的電子空間，作為變身成Cyclone Joker Xtreme型態時收納菲利普的地方。而30話時菲利普和Shroud就是在地球空間內見面。
此Memory名稱是取自英語「Extreme」的同音，由於此型態Double Driver正好呈現「X」字的形狀，因此將字首「E」去掉但讀音仍不變。
配合Joker和Cyclone能變身成Cyclone Joker Xtreme型態，通常簡稱CJ-X型態，Cyclone Joker Xtreme型態則於第32話登場，在Cyclone Joker Xtreme型態可召喚武器Prism Bicker作戰。
將Double Driver收合後再推開可發動必殺技，必殺技為「Double xtreme」（台譯雙重極限），和Joker Extreme類似但不會左右分開，速度和威力大幅提升（第34，41，46話中使用過，第34話被Weather躲開而擊偏，第41話被Jewel Dopant防禦，第46話成功擊中Terror Dopant）。
第48話中把Prism Memory插入右腰的Maximum Slot插槽，配合Xtreme Memory同時使用必殺技「Double Prism Extreme」擊敗Utopia Dopant。
在第48話中跟隨菲利普一同消失。
Prism Memory
代表「稜鏡的記憶」的Gaia Memory，同時作為Prism Bicker的啟動錀匙，但並非屬於擬態記憶體，而是屬於純正記憶體。
與其他Memory不同的是，能將多個Gaia Memory的能量聚集在一起為其最大特點。第48話中把Prism Memory插入右腰的Maximum Slot插槽，配合Xtreme Memory同時使用必殺技「Double Prism Extreme」（台譯雙重稜鏡極限）。

#### 變身型態
| 變身型態                                   | |                          | |                                                                                        | |
| 型態名稱                                   | 簡介 | 外觀                     | 能力 | 必殺技                                                                                 | 備註 |
| Cyclone Joker 旋風王牌                     | Double Driver 搭配 Cyclone Gaia Memory（右） 和 Joker Gaia Memory（左） 變身的形態。 身高：195cm 體重：85kg 拳擊力：2.5t 踢擊力：6t 跳躍力：60m 行動速度：100m / 5.2秒。                                | 全身以綠、黑色為主。     | 速度及格鬥能力極為優秀的基礎型態，並能再使出高速格鬥攻擊的同時，藉由戰鬥時所捲起來的風回復自身的力量（體力）。 | Joker Extreme （ジョーカーエクストリーム） 此型態所屬的必殺騎士踢。 Joker Spiral （ジョーカースパイラル） 此型態所屬的必殺騎士技。 | |
| Cyclone Metal 旋風金屬                     | Double Driver 搭配 Cyclone Gaia Memory（右） 和 Metal Gaia Memory（左） 變身的形態。 身高：195cm 體重：100kg 拳擊力：3.5t 踢擊力：7t 跳躍力：37m 行動速度：100m / 9.5秒。                               | 全身以綠、銀色為主。     | 擅長使用以Metal Shaft為主的旋風棒術。                                                                          | Metal Twister （メタルツイスター） Metal Stag Break （メタルスタッグブレイカー）                                               | |
| Cyclone Trigger 旋風扳機                   | Double Driver 搭配 Cyclone Gaia Memory（右） 和 Trigger Gaia Memory（左） 變身的形態。 身高：195cm 體重：91kg 拳擊力：1.7t 踢擊力：3t 跳躍力：46m 行動速度：100m / 7.2秒。                              | 全身以綠、藍色為主。     | 提升Trigger Magnum的頻率和子彈速度                                                                             | Trigger Aero Buster Trigger Bat Shooting Trigger Storm Bomb                            | |
| Heat Joker 炙熱王牌                        | Double Driver 搭配 Heat Gaia Memory（右） 和 Joker Gaia Memory（左） 變身的形態。 身高：195cm 體重：98kg 拳擊力：5t 踢擊力：5.5t 跳躍力：49m 行動速度：100m / 6.5秒。                                   | 全身以紅、黑色為主。     | 拳擊附帶火焰的效果                                                                                             | Joker Grenade Joker Back Draft                                                         | |
| Heat Metal 炙熱金屬                        | Double Driver 搭配 Heat Gaia Memory（右） 和 Metal Gaia Memory（左） 變身的形態。 身高：195cm 體重：105kg 拳擊力：6t 踢擊力：9t 跳躍力：25m 行動速度：100m / 11秒。                                     | 全身以紅、銀色為主。     | 使用Metal Shaft時可產生火焰                                                                                    | Metal Branding                                                                         | |
| Heat Trigger 炙熱扳機                      | Double Driver 搭配 Heat Gaia Memory（右） 和 Trigger Gaia Memory（左） 變身的形態。 身高：195cm 體重：95kg 拳擊力：3t 踢擊力：4t 跳躍力：45m 行動速度：100m / 8秒。                                     | 全身以紅、藍色為主。     | Trigger Magnum會射出火焰彈                                                                                     | Trigger Explosion Trigger Beetle Blaster                                               | |
| Luna Joker 月神王牌                        | Double Driver 搭配 Luna Gaia Memory（右） 和 Joker Gaia Memory（左） 變身的形態。 身高：195cm 體重：75kg 拳擊力：2t 踢擊力：4.5t 跳躍力：50m 行動速度：100m / 4秒。                                     | 全身以黃、黑色為主。     | 右邊身軀可隨意伸展，有如橡皮筋般的彈性                                                                         | Joker Strange                                                                          | |
| Luna Metal 月神金屬                        | Double Driver 搭配 Luna Gaia Memory（右） 和 Metal Gaia Memory（左） 變身的形態。 身高：195cm 體重：90kg 拳擊力：4t 踢擊力：5t 跳躍力：45m 行動速度：100m / 8.5秒。                                     | 全身以黃、銀色為主。     | Metal Shaft變得有彈性，可隨意彎曲                                                                              | Metal Illusion                                                                         | |
| Luna Trigger 月神扳機                      | Double Driver 搭配 Luna Gaia Memory（右） 和 Trigger Gaia Memory（左） 變身的形態。 身高：195cm 體重：80kg 拳擊力：3.5t 踢擊力：4.5t 跳躍力：40m 行動速度：100m / 7.6秒。                               | 全身以黃、藍色為主。     | Trigger Magnum會射出有追蹤敵人功能的子彈                                                                       | Trigger Full Burst Trigger Stag Burst Trigger Shine Field                              | |
| Fang Joker 尖牙王牌                        | 原文： Double Driver 搭配 Fang Gaia Memory（右） 和 Joker Gaia Memory（左） 變身的形態。 身高：195cm 體重：82kg 拳擊力：8t 踢擊力：13t 跳躍力：30m 行動速度：100m / 3.2秒。                             | 全身以白、黑色為主。     | 最快的速度和最為野性的戰鬥能力                                                                                 | Fang Straizer                                                                          | |
| Fang Trigger 尖牙扳機                      | Double Driver 搭配 Fang Gaia Memory（右） 和 Trigger Gaia Memory（左） 變身的形態。 身高：195cm 體重：kg 拳擊力：t 踢擊力：t 跳躍力：m 行動速度：100m / 秒。                                            | 全身以白、藍色為主。     | | Fang Screwdr                                                                           | 在風都偵探中登場的型態。                                                                                        |
| Fang Metal 尖牙金屬                        | Double Driver 搭配 Fang Gaia Memory（右） 和 Metal Gaia Memory（左） 變身的形態。 身高：195cm 體重：kg 拳擊力：t 踢擊力：t 跳躍力：m 行動速度：100m / 秒。                                              | 全身以白、銀色為主。     | | Fang Spear Bullet                                                                      | 在風都偵探中登場的型態。                                                                                        |
| Cyclone Skull 旋風骷髏                     | Double Driver 搭配 Cyclone Gaia Memory（右） 和 Skull Gaia Memory（左） 變身的形態。 身高：cm 體重：kg 拳擊力：t 踢擊力：t 跳躍力：m 行動速度：100m / 秒。                                              | 全身以綠、黑色為主。     | |                                                                                        | Shroud預設的W基礎型態，但沒有在本篇中出現，而在風都偵探劇場版《假面騎士Skull的肖像》的宣傳正式公佈樣貌。        |
| Cyclone Joker Xtreme 旋風王牌極限          | Double Driver 搭配 Cyclone Gaia Memory（右） 和 Joker Gaia Memory（左） 組裝 Xtreme Gaia Memory（右&左） 變身的形態。 身高：195cm 體重：85kg 拳擊力：5t 踢擊力：10t 跳躍力：120m 行動速度：100m / 4秒。 | 全身以綠、銀、黑色為主。 | |                                                                                        | 本篇與風都偵探中登場的W最強型態。                                                                               |
| Cyclone Accel Xtreme 旋風加速極限          | Double Driver 搭配 Cyclone Gaia Memory（右） 和 Accel Gaia Memory（左） 組裝 Xtreme Gaia Memory（右&左） 變身的形態。 身高：195cm 體重：kg 拳擊力：t 踢擊力：t 跳躍力：m 行動速度：100m / 秒。          | 全身以綠、銀、紅色為主。 | |                                                                                        | Shroud預設的W最強型態，但沒有在本篇中出現，而在遊戲《假面騎士：巔峰英雄OOO》（PSP / WII）中以隱藏角色身份出現。 |
| Cyclone Joker Gold Xtreme 旋風王牌黃金極限 | Double Driver 搭配 Cyclone Gaia Memory（右） 和 Joker Gaia Memory（左） 組裝 Xtreme Gaia Memory（右&左） 變身的形態。 身高：195cm 體重：kg 拳擊力：t 踢擊力：t 跳躍力：m 行動速度：100m / 秒。          | 全身以綠、金、黑色為主。 | |                                                                                        | 劇場版中登場的W最強型態。                                                                                       |

### 假面騎士ACCEL
變身者：照井龍（替身演員：永德、高岩成二（代役）、CV：木之本嶺浩）
原文： / 
| 變身型態               | |                                                                          | |                   | |
| 型態名稱               | 簡介 | 外觀                                                                     | 能力 | 必殺技            | 備註 |
| Accel 加速             | Accel Driver 搭配 Accel Gaia Memory（中） 變身的形態。 身高：197cm 體重：93kg 拳擊力：10t 踢擊力：12t 跳躍力：47m 行動速度：100m / 3秒。                                              | 全身以深紅、銀色為主。                                                   | |                   | |
| Accel Trial 加速試驗   | Accel Driver 搭配 Trial Gaia Memory（中） 變身的形態。 身高：197cm 體重：82kg 拳擊力：2.5t 踢擊力：3t 跳躍力：90m 行動速度：100m / 0.27秒。                                           | 全身以藍、銀色為主。                                                     | 速度遠遠超過Accel（類似過去作品假面騎士KABUTO技能Clock Up），但亦為了達到遠遠超過Accel的速度而使自身輕量化，裝甲和攻擊力都稍有減弱，因此Shroud說明其攻擊方式是以躲避攻擊，打入敵方內部，然後施展快速腿擊，每秒22到23下以上連踢，令敵人踢到粉碎為止。 照井龍第一次使用Accel Trial 記憶體時只用了9.8秒便把Weather dopant擊敗。 | Machine Gun Spike | 第36話登場在變身成Accel後，把Accel Memory抽出，將Trial Memory插入即可變身，上面的指示燈由紅變黃再變成藍色，身體也由紅色變成黃色再變為藍色，才成功變身為假面騎士Accel Trial。 |
| Accel Booster 加速推進 | Accel Driver 搭配 Trial Gaia Memory（中下）和 蓋亞記憶體強化增幅器（中上）變身的形態。 身高：197cm 體重：80kg 拳擊力：5t 踢擊力：10t 跳躍力：1500m（發動Booster） 行動速度：100m / 5s | 全身變成黃色，眼的部分覆蓋上黑鐵色的眼罩，各部裝甲換成裝有噴射系統的樣式 | 能從各部裝甲噴射氣流令自身在空中飛行，更可透過控制從何處噴出氣流來控制方向以及加減速，擁有比平時的Accel及Accel Trial更高的攻擊力和速度。 | Booster Slasher   | |

### 其他假面騎士（本篇以外作品）

#### 假面騎士SKULL
變身者：鳴海莊吉（替身演員：、CV：吉川晃司）
原文： / Kamen Rider SKULL
設定上的第三位騎士(以時間排序的話，Skull是W全部系列作中第一位假面騎士。)，在劇場版（初始之夜／大戰篇及Movie大戰Core）出現過。
變身者為鳴海莊吉，必須裝備Lost Driver（失落驅動器）並插入Skull Memory才可變身。於劇場版《OOO x W Movie大戰Core》中證實其Driver和Memory均是Shroud所給予。
藉由暫時的死亡來解除生物本能的限制，將變身者的身体能力能提升至极限，可以作出强力的打击。(Skull Memory的功能是强化使用者的骨骼)
可使用武器Skull Magnum，和Trigger Magnum極為類似但稍有不同，同樣將Skull Memory插入前方的Maximum Slot可發動Maximum Drive，必殺技是Skull Punisher，能連續射出強力光彈。
在漫畫「風都偵探」第52、53話補完的「最初之夜」，Lost Driver在假面騎士Skull與冴子一戰中被冴子破壞，之後鳴海莊吉為了進入地球圖書館接觸菲利浦而犧牲了Skull Memory。
在劇場版（大戰篇）被Dummy Dopant模擬而成，並對翔太郎等人攻擊。但在最後出現的假面騎士Skull卻是另一個平行世界的假面騎士。
Lost Driver旁边还有一个和Double Driver一样的Maximum Slot，若插入Skull Memory发动Maximum Drive，便可使出必杀技Rider Kick，但此招的名称是默认，并非真正的名称，真正名称未明。
在劇場版《A至Z Gaia Memory的命運》再次出現，交付Lost Driver給翔太郎變身為假面騎士Joker。
在劇場版《OOO x W Movie大戰Core》中，出現了鳴海莊吉首次變身時的姿態Skull Crystal，除了沒有戴上帽子、頭部變成半透明和沒了S字傷痕外沒有分別。
（剧场版中鸣海庄吉首次变身，因为对于使用Memory而得到的力量的行为心存抗拒，故该姿态是Skull的未完全态，头部骨骼颜色成半透明，未能发挥最强的力量。后因细数自己的罪孽而对自己身为骑士的身份得到觉悟而成为完全态。）
Skull 也有一部和RevolGarry相似的戰車 ,性能相同

#### 假面騎士JOKER
變身者：左翔太郎（替身演員：、CV：桐山璉）
原文： / Kamen Rider JOKER
在假面騎士W FOREVER A至Z/命運的Gaia Memory、TV第49話及Fourze & OOO Movie大戰Mega Max中登場。由翔太郎獨自變成的騎士。
假面騎士W FOREVER A至Z/命運的Gaia Memory中翔太郎變身時所使用Joker Memory是T2次世代限定版。
第49話以及Fourze & OOO Movie大戰Mega Max中登場的Joker使用的不是T2 Joker Memory，而是W使用的Joker Memory。
與（大戰篇）Decade所使用的Final Form Ride的假面騎士W Joker Joker很像，不同的只是中間用來分隔的銀線變了黑色，和使用Lost Driver變身。
Maximum Drive為Rider Kick和Rider Punch。

#### 假面騎士ETERNAL
變身者：加頭順 / 大道克己（替身演員：、CV：孔大維 / 松崗充）
原文： / Kamen Rider ETERNAL
劇場版及W RETURNS登場
W RETURNS登場：有出現T1 Memory的版本，變身者分別為加頭順和大道克己。
加頭順和大道克己變身的Eternal，最大分別是加頭順變身的Eternal紅色的Red Flare型態，有別於克己變身的藍色、備有斗篷和Memory插口的Blue Flare型態。
差異的原因在於兩人和Eternal記憶體的適合度不同，只有和Eternal記憶體高度適合的克己才能變身成Blue Flare。
劇場版登場：變身者為大道克己，原型是E，基本颜色是白色，使用Lost Driver並插入Eternal Memory變身。使用戰鬥短刃型武器「Eternal Edge」作戰。
主體為白色，全身25個Maximum Slot的設計有如戰鬥背心、手環、匕首帶一樣；變身後預設穿戴著黑色斗篷，在戰鬥時可以脫下。
身上的Maximum Slot能夠插入所有的T2 Memory，並且讓它們同時發動Maximum Drive，能夠使用各個Memory專有的特殊能力。
發動所有T2 Memory的Maximum Drive時會進入「Blue Flare最強型態」，能發動「Never Ending Hell」，把身上所有Memory的能量完全解放並且集中成一綠色光彈攻擊；這時可以以Eternal Edge發動「Bloody Hell Blade」，使用Eternal Edge瞬間切裂敵人。當Eternal發動Maximum Drive，可以把T2以下Memory暫時失效。

#### 假面騎士CYCLONE
變身者：菲利普（園咲來人）（替身演員：、CV：菅田將暉）
原文： / Kamen Rider CYCLONE
在小說Z之繼承者中登場，由菲利普使用Lost Driver變身的幪面超人。（在PSP/WII遊戲幪面超人：超巔峰英雄中支援幪面超人Joker時出現）。

#### JOKERJOKER
變身者：左翔太郎（替身演員：、CV：桐山璉）
原文： / JOKER JOKER

#### CYCLONECYCLONE
變身者：菲利普（園咲來人）（替身演員：、CV：菅田將暉）
原文： / CYCLONE CYCLONE

## 輔助工具

### 變身道具

#### 驅動器
- 雙重驅動器

原文： /  DOUBLE DRIVER 
Shroud專為假面騎士W所製作的成品，與半成品Lost Driver不同的是，只能使用特製的Memory，會依據插入的各種Memory會變成不同型態的W。
主要使用者為左翔太郎及菲利普，特別的是本驅動器是所有驅動器中唯一兩人變身的驅動器。
在未插入Memory的狀態下，兩位變身者的也會共通各自的感情與感覺。翔太郎以外的人也可使用此Driver，但使用後Driver不會出現在菲利浦的身上，也就無法變身。
形狀是「|_|_|」，變身者分別將靈魂(數據)與身體記憶體插入後向左右推開呈「\_\/_/」後便能啟動變身。
- 極速驅動器

原文： /  ACCEL DRIVER 
形狀似「－▽－」，將Accel Memory插入後，轉動右旁的龍頭把手後便能變身成假面騎士Accel，是Shroud專為Accel Memory製作的Driver。
Trial Memory出現後，將變身成假面騎士Accel的Accel Memory拔出再插入Trial Memory後Accel本體會自紅轉黃，自黃轉藍，之後便能變身成假面騎士Accel Trial。
- 迷失驅動器

原文： /  LOST DRIVER 
為Double Driver的半成品，只有右半部。能夠讓使用Memory的人維持在人型，而非Dopant型態。
形狀似「|_/\ 」，將Lost Driver向右推開呈「\_/\ 」狀便能變身。
與Double Driver不同的是，插入各不同Memory能變身成各種不同的騎士。例如：插入Skull Memory後能變身成額頭有S紋的假面騎士Skull；插入Joker Memory能變身成假面騎士Joker。
迷失驅動器共有三個，一個為加頭順持有，之後被大道克己奪走，最後與26支T2-Memory一起破壞，另一個為鳴海莊吉持有，在與冴子(Taboo Dopant)一戰時損毀，最後一個為菲利浦持有(於小說番外篇使用)，在第48話中轉交給翔太郎。但之後菲利浦在進行維修時從翔太郎手上沒收了。
不知為何，翔太郎在使用迷失驅動器時，臉上會出現紋路。(插入記憶體但還未展開腰帶前。)
根據風都偵探劇場版《Skull的肖像》中冴子的臺詞可以得知迷失驅動器和純正記憶體原本皆是博物館開發的新技術，但後來其相關的設計圖都因遭Shroud盜走而失蹤。
- 地球驅動器

原文： /  GAIA DRIVER 
園咲家成員所擁有的驅動器。也是最先完成的驅動器。
能控制Memory的強大能量，避免被其力量吞噬。
開發目的是防止Memory使用者因Memory的力量過大而失控暴走。
而在第25話中，井坂深紅郎改裝了園咲若菜的Gaia Driver，使若菜使用Clay Doll Memory時跟直接插入身體無分別。雖然Clay Doll Dopant的攻擊力大幅提升，但若菜使用後就出現情緒失常的症狀。
- 地球驅動器rex

原文： /  GAIA DRIVER rex
風都偵探中登場的新變身道具，為裏風都幹部所使用的驅動器。
跟地球驅動器不同的是，設置了兩個插槽，在使用其中一個插槽變身後能在另一個插槽插入記憶體，借此在保留原來使用的記憶體的能力的基礎上短暫獲得該記憶體的能力。
後得知為千葉秀夫根據地球驅動器所開發改造出來的強化版。

#### 非驅動器的變身道具
地球處理器（Gaia Progressor） 
實際上這不算是一種驅動器。
形似心臟，透露著和Xtreme Memory同樣的綠色光芒。據琉兵衛所說，地球處理器有如Dopant的內臟的功能。
園咲琉兵衛觀察W持有的Xtreme Memory取得資料所特別製作的，能夠讓Dopant的能力大幅度強化提升。
地球處理器在第39話交給了園咲若菜，並透過Gene Dopant融合入若菜的身體中變成Clay Doll Xtreme。
蓋亞記憶體強化增幅器（Gaia Memory Enhance Adpater） 
於外傳《假面騎士W RETURNS 假面騎士 Accel》登場，實際上這不算是一種驅動器。
為套於Gaia Memory上部的裝置，擁有把Memory的力量以3倍的威力發揮的功能。
但是使用時不論是Dopant還是騎士都會露出增幅器的部分，因此容易遭別人搶奪，与其他驱动器不同的是，此驱动器就算被取下来，依然会维持三倍动力时的样子，但其力量会回归成原本的样子，劇中Commander Dopant的增幅器即為一例。
曾經由Commander Dopant和假面騎士Accel所使用。
在漫畫《風都偵探》中菲利普將此裝置改造成了假面騎士Accel專用，在變身為Accel Booster時其所持有的像Engine之類的武器用Memory會受到強化外貌會變成金色。

### 武裝
Prism Bicker
本身為劍盾一體的武器，須插入Prism Memory才能發揮功能。
可分開為Prism Sword（劍）和Bicker Shield（盾）。
Prism Sword
本體是一把細長的長劍，劍炳末端有插入Prism Memory的插槽。被Prism Sword攻擊所造成的傷害無法以再生的方式恢復。
劍身上有紅色的按鈕，按下即可發動Maximum Drive，一般必殺技為「Prism Break」（台譯激光斬擊破），聚集Cyclone和Joker的能量發動斬擊（第32、34、40話中使用過，第40話中共使用2次）。
若要發動Prism Bicker真正的Maximum Drive，則須將其插回去才可發動。
Bicker Shield
本體是八角狀的盾牌，同時是Prism Sword的劍鞘，4角各有1個Maximum Slot插槽。
當發動最強必殺技時，首先要依序插入Cyclone、Heat、Luna，然後視情況插入其中一種身體記憶體（Joker、Metal、Trigger）。
Joker Memory可獲得最強的攻擊力，Metal Memory可獲得最強的防禦力，Trigger Memory則不明（可能因玩具未能配合而不出現）。
第一必殺技為「Bicker Final Illusion」，是上面4個Memory的多重Maximum Drive，能量聚集後從中間發出雷射光攻擊或防禦（第32、36、40、42話中使用過，第36話被Weather防禦，第40話於第4支插入Metal Memory，防禦Clay Doll Xtreme的能量球使用，第42話被Jewel Dopant反射並波及Accel Trial和R-Nasca Dopant）。
第二必殺技為「Bicker Charge Break」（台譯閃耀充填破）。能量會聚集到Prism Sword上，拔出後發動最強的斬擊（第32、33、35、37、41、42話中使用過，第32話中在發動「Bicker Final Illusion」（台譯閃耀終極幻象破）後連續發動，第33話因Yesterday主動解除Dopant狀態而停止攻擊，而第35話則是配合HardGunner以火箭跳的方式使用，第37話因Hopper挾持委託人而停止攻擊，第41話被Jewel Dopant防禦，第42話攻擊Jewel Dopant弱點）。
Engine Blade
本身的型態為劍，劍重約30kg，因此在Accel變身前使用時相當吃力，但其破壞力極強，能將一部汽車劈開。
劍柄可打開，插入Engine Memory啟動能力。
按下劍炳的按鈕1次可發動強烈的熱氣流攻擊—Steam。
連續按下劍炳的按鈕2次可發動遠距離能量束射擊—Jet。
連續按下3次能發動附帶電流的斬擊—Electric。
連續按下4次能發動必殺技Maximum Drive，為A字能量斬擊（第20、21、23、27、28、29、31、44話中使用過，第27話受到莉莉白銀阻擋未發動成功，第29話中被Nightmare破解，第31話受到Beast吸收而攻擊失敗，第44話搭配Trial Maximum Drive使用）。
曾搭配Cyclone Memory發動Maximum Drive（第32話中使用過）。

### 駕具
RevolGarry（リボルギャリー）
W的大型支援型戰車，可以高速行駛，平常停靠在鳴海偵探事務所的倉庫，同時也是菲利普的搜查地點。可由翔太郎或菲利普所持有的手機Stag phone呼叫出動，並輸入各種指令遙控操作。
能夠幫HardBoilder轉換裝備，HardBoilder的裝備放在後方的大型車輪當中，車身打開後可作為發射台把換裝後的HardBoilder射出。
RevolGarry並沒有任何武裝，因此只能以巨大的車體衝撞敵人或防禦強力攻擊。
HardBoilder（ハードボイルダー）
前半部是黑色代表Joker而後半部是綠色的摩托車，代表Cyclone，平常由翔太郎所駕駛。最高時速為每小時580公里。武裝是摩托車的前輪兩側裝備的機槍，可以由Stag phone作出操控。摩托車是以本田CBR1000RR作為藍本。
可以在RevolGarry更換後半部，有四種不同的裝備，四種型態共用的車頭會因應不同裝備而變型。於第1話登場，此外車頭本身也能奪取其他機械的操作權，並且對其施予Gaia Memory的力量。
HardBoilder後半部可裝上6個同為綠色的推進器，強化其速度，這個型態為HardBoilder Start Dash Mode（ハードボイルダー スタートダッシュモード）於第10話登場。推進器可以卸載，並以高速脫離，曾以此方式攻擊Nasca Dopant。
HardTurbuler（ハードタービュラー）
後半部是红色的小型战斗机，代表Heat。武器是機翼上的機炮和主翼上的振動刀。於第2話登場。第46話與Accel Bike Form合體，提供飛行能力。
HardSplasher（ハードスプラッシャー）
後半部是黄色的氣墊船，代表Luna。武器是魚雷。於第6話登場。
HardGunner（ハードガンナー）
後半部是Gunner-A的半履帶車。武器和Accel Gunner相同。於第35話登場。
HardMamonmoger（ハードマンモシャー）
在劇場版中，因奪取了敵方的マンモスメカ後結合而成的，可使用Heat Memory的火焰作為能源前進，全身會變成紅色，能夠將Heat Maximum Drive多餘的力量轉移。在劇場版（大戰篇）中使用了將マンモスメカ卸除的Maximum Drive對要塞攻擊而全毀。
Gunner-A
Shroud 第22話所研發完成的中型作戰機具，裝有人工智能，因此具有自動行動能力。亦可使用Beetle Phone遙控操作。
前方兩側裝備有攻擊鏟，變形後車頭變成砲塔，能發射威力強大的能量砲和強力能量束射擊。
當假面騎士Accel變形為Bike Form時，可結合在砲塔型態Gunner-A的前方缺口，結合為Accel Gunner（半履帶車），此時Bike Form的後輪附加特林機砲，Accel Driver同時具備操作射擊的功用，必殺技為Gunner Full Break，為發射能量束射擊（第22話中使用過）。
在第22話之後好像就自動跑到事務所的車庫內停泊，曾在第26話及35話突然出現幫助W。

### 其他道具
電子設備
原文：／Gadget
翔太郎搜查時的隨身道具，也能在戰鬥時派上用場，使用時要插入Gaia Memory。
能夠和Metal Memory和Trigger Memory的武器結合，組合更多樣化的攻擊模式。與道具組合後，Maximum Drive也會因應道具的搭配有所變化，搭配型態以「&」表示。
由於Joker Memory型態下沒有武器，因此不能做任何組合。
組合在Metal shaft上時為Maximum Slot的位置旁，而Trigger Magnum則是在Maximum Slot的後方，當發動組合必殺技時更能相互搭配與彌補屬性上的優缺點組合戰術。
Stag Phone
屬於力量型和敏捷型兼具的道具，平時是一部手機，可作為RevolGarry的遙控器。翔太郎和菲利普都有一部（但Stag Memory只有1個），後在漫畫《風都偵探》中菲利普幫時女製作出一部粉紅配色的。
插入Stag Memory後可變形成鍬形蟲，能夠接收來自Bat shot的影像，可以用角攻擊敵人。
Stag Memory的屬性為「尖角」，以角強大而集中的攻擊力來攻擊敵人。
- 結合為Luna Trigger&Stag型態可使用必殺技「Trigger Stag Burst」，子彈以雙向夾擊的形式攻擊敵人。雖然子彈受限於2發，但附加了Stag屬性而強化了原本Luna Trigger的威力上的不足。
- 結合為Cyclone Metal&Stag型態可使用必殺技「Metal Stag Break」，使用V字能量棍擊夾碎敵人。以附加Stag屬性使原本的能量棍擊強化為V字形，使其破壞威力更大。
- 若插入Heat Memory可發動Maximum Drive，全身將帶有Heat屬性的火焰攻擊敵人。

Bat Shot
搜查時使用的相機。屬於敏捷型和戰術型兼具的道具。
插入Bat Memory後可變形成蝙蝠，能夠毫無死角的拍攝重要線索，可以用超聲波攻擊敵人及粉碎物品，也可以使用閃光燈擾亂敵人。Bat shot的鏡頭具有瞄準或準鏡的功能。
Bat Memory的屬性為「音波」，能將超音波滲入各種物體從內部進行破壞。
- 結合為Cyclone Trigger&Bat型態下可使用必殺技「Trigger Bat Shooting」，可使子彈滲入物體進行破壞。第18話中為救江草茜而使用附加Bat屬性的攻擊，避免其威力傷及性命。
- 結合為Cyclone Metal&Bat型態下附加音波粉屬性碎障礙物。尤其對非固體狀敵人（如Sweet Dopant）更造成打擊效果。
- 若插入Luna Memory可發動Maximum Drive，能準確偵測到敵人位置，其超音波攻擊可以滲入物體（如樹木、石頭、地面）攻擊敵人。

Spider Shock
翔太郎配戴的手錶，能夠發出特有的發信器，以便於翔太郎追蹤敵人或重要線索。屬於戰術型的道具。
插入Spider Memory後可變形成蜘蛛，能夠射出勾繩抓住東西，以便於攀爬或降落。能夠憑著物品的特徵進行搜索，並快速地找到重要物品或線索。
Spider Memory的屬性為「黏稠」，以蜘蛛絲的黏稠力量使敵人行動變得遲鈍甚至無法行動。
- 結合為Luna Trigger&Spider型態後，Trigger Magnum能射出網子捕捉敵人。
- 結合為Cyclone Metal&Spider型態後，能夠以極快的速度射出蜘蛛絲擾亂敵人。

Frog Pod 
在第25話由Shroud寄給菲利普的新型電子設備，並且在第26話組裝完成，本體是喇叭內部的揚聲器。屬於輔助型的道具。
插入Frog Memory後可變形成青蛙，只要按下Frog Memory的按鈕就能錄音，再按下揚聲器上的按鈕就能變成各種聲音說話，藉此擾亂敵人。
Denden Sensor
在第27話登場，同樣也是Shroud寄給翔太郎等人的新型電子設備，本體是紅外線夜視鏡，本身具有紅外線透視功能，能看穿任何隱藏的物體或物品內部。屬於輔助型的道具。
插入Denden Memory後可變形成蜗牛，只要按下尾端上的按鈕即可使用紅外線掃描，進行偵查。
Beetle Phone
本體為一部手機，插入Beetle Memory後可變形成獨角仙。(但劇中並未出現Beetle Memory)
能力和Stag Phone大致相同不過加入了Bat Shot的拍攝能力。
在Gunner-A製作完成後，同時做為Gunner-A的遙控器。
照井龍曾使用獨角仙型態的Beetle Phone來觀察翔太郎等人。

### 蓋亞記憶體（Gaia Memory）
有關參考：用語

#### W本篇
| 名字             | 中文翻譯 | 顏色   | 記憶體類型     | 持有者                    | 連接位置                                    | 備註 |
| ---------------- | -------- | ------ | -------------- | ------------------------- | ------------------------------------------- | --- |
| Cyclone          | 旋風     | 綠色   | 纯正記憶體     | 菲利普（園咲來人）        | 雙重驅動器（右）                            | 存放旋風記憶的記憶體 |
| Cyclone          | 旋風     | 綠色   | 纯正記憶體     | 菲利普（園咲來人）        | 迷失驅動器（右）                            | 存放旋風記憶的記憶體 |
| Heat             | 炙熱     | 亮紅色 | 纯正記憶體     | 菲利普（園咲來人）        | 雙重驅動器（右）                            | 存放炙熱記憶的記憶體 |
| Luna             | 月神     | 黃色   | 纯正記憶體     | 菲利普（園咲來人）        | 雙重驅動器（右）                            | 存放月神記憶的記憶體 |
| Fang             | 尖牙     | 銀白色 | 纯正記憶體     | 菲利普（園咲來人）        | 雙重驅動器（右）                            | 存放尖牙記憶的記憶體 |
| Xtreme           | 極限     | 黃色   | 纯正記憶體     | 菲利普（園咲來人）        | 雙重驅動器                                  | 外型如同老鷹，並未存放任何地球記憶的特殊記憶體。 |
| Joker            | 王牌     | 黑色   | 纯正記憶體     | 左翔太郎                  | 雙重驅動器（左）                            | 存放王牌記憶的記憶體 |
| Joker            | 王牌     | 黑色   | 纯正記憶體     | 左翔太郎                  | 迷失驅動器（右）                            | 存放王牌記憶的記憶體 |
| Metal            | 金屬     | 銀色   | 纯正記憶體     | 左翔太郎                  | 雙重驅動器（左）                            | 存放金屬記憶的記憶體 |
| Metal            | 金屬     | 銀色   | 纯正記憶體     | 左翔太郎                  | Metal Shaft                                 | 存放金屬記憶的記憶體 |
| Trigger          | 扳機     | 藍色   | 纯正記憶體     | 左翔太郎                  | 雙重驅動器（左）                            | 存放扳機記憶的記憶體 |
| Trigger          | 扳機     | 藍色   | 纯正記憶體     | 左翔太郎                  | Trigger Magnum                              | 存放扳機記憶的記憶體 |
| Prism            | 稜鏡     | 淡綠色 | 纯正記憶體     | 左翔太郎                  | Prism Bicker                                | |
| Stag             | 鍬甲     | 橘色   | 擬態記憶體     | 左翔太郎                  | 手機                                        | |
| Bat              | 蝙蝠     | 亮藍色 | 擬態記憶體     | 左翔太郎                  | 照相機                                      | |
| Spider           | 蜘蛛     | 黃色   | 擬態記憶體     | 左翔太郎                  | 手錶                                        | |
| Frog             | 青蛙     | 綠色   | 擬態記憶體     | 左翔太郎                  | 揚聲器                                      | |
| Denden           | 蝸牛     | 橙色   | 擬態記憶體     | 左翔太郎                  | 紅外線夜視鏡                                | |
| Skull            | 骷髏     | 紫黑色 | 纯正記憶體     | 鳴海莊吉                  | 迷失驅動器（右）                            | |
| Skull            | 骷髏     | 紫黑色 | 纯正記憶體     | 鳴海莊吉                  | Skull Magnum                                | |
| Accel            | 加速     | 深紅色 | 纯正記憶體     | 照井龍                    | 極速驅動器（中）                            | |
| Trial            | 試驗     | 亮藍色 | 纯正記憶體     | 照井龍                    | 極速驅動器（中）                            | |
| Engine           | 發動機   | 淺灰色 | 擬態記憶體     | 照井龍                    | Engine Blade                                | |
| Beetle           | 獨角仙   | 淺藍色 | 擬態記憶體     | 照井龍                    | 手機                                        | |
| Bomb             | 炸彈     | 亮紅色 | 擬態記憶體     | Shroud（園咲文音）        | Shroud Magnum                               | 此Memory無法變身，只能搭配Shroud Magnum使出Bomb Maximum Drive，射出火焰彈後，會分裂成四個火焰彈攻擊。 |
| Eternal          | 永恆     | 白黃色 | T2次世代限定版 | 大道克己                  | 迷失驅動器（右）                            | |
| Eternal          | 永恆     | 白黃色 | T2次世代限定版 | 大道克己                  | Eternal Edge                                | |
| Terror           | 恐懼     | 金色   | 高等記憶體     | 園咲琉兵衛                | 地球驅動器（腰）                            | 身為風都的領導人，能力首屈一指的Memory。 能懸浮於空中。可釋放出致命泥沼，亦可以泥沼轉移人和物。 可使他人進入極度恐懼的狀態，特殊體質者例外。 可以從頭部召喚「Terror Dragon」，但一但遭到破壞的話就無法再次使用。 第46話被W（CJ-X）以Double Extreme破壞。 |
| Taboo            | 禁忌     | 金色   | 高等記憶體     | 園咲冴子                  | 地球驅動器（腰）                            | 腳部像高跟鞋，能懸浮於空中的Dopant。 手部最多可同時發出4個能量球。 雖於第37話中被園咲貓Mick奪取，並交回園咲琉兵衛手上，但第47話又重回園咲冴子手中。 第48話被Utopia Dopant完全吸取記憶，導致變回人的狀態同时吸收生命能量，Memory未知有否被破壞，但確定已經不能使用，與遭到Memory Break毫無分別。 |
| Taboo            | 禁忌     | 金色   | 高等記憶體     | 園咲冴子                  | 肩膀（左）                                  | 腳部像高跟鞋，能懸浮於空中的Dopant。 手部最多可同時發出4個能量球。 雖於第37話中被園咲貓Mick奪取，並交回園咲琉兵衛手上，但第47話又重回園咲冴子手中。 第48話被Utopia Dopant完全吸取記憶，導致變回人的狀態同时吸收生命能量，Memory未知有否被破壞，但確定已經不能使用，與遭到Memory Break毫無分別。 |
| Clay Doll        | 泥娃娃   | 金色   | 高等記憶體     | 園咲若菜                  | 地球驅動器（後腰）                          | 攻擊的威力為最有殺傷力，但行動較為笨拙。 黏土玩偶具有再生的特性，在Memory未破壞的前提下，即使受到攻擊而粉碎，也能重新組合恢復原狀。 手部可連續發射能量球。 只有Prism Sword才可以破壞它再生的能力。 第40話透過Gene Dopant的能力將Gaia Processor融合入Clay Doll而變成Clay Doll Xtreme。 其再生的能力變得更強，體型也變為原來的約5倍大。 能連續發射能量球，甚至能發出高威力的巨型能量砲。第46話中Clay doll Extreme被Xtreme Memory穿过身体，Memory未知是否被破壞。 |
| Nasca            | 納斯卡   | 金色   | 高等記憶體     | 園咲霧彥                  | 地球驅動器（腰）                            | 可以用肩上的領巾飄浮在天空。 其領巾可用以纏繞敵人，並以自身能量使其帶熱進行攻擊。 武器是手上拿著的長刀，攻擊威力強大。 Lv2時擁有僅次於Smilodon Memory的高速移動速度。 手部可發出能量球。 第18話中被園咲冴子奪取。 劇場版《A至Z Gaia Memory的命運》出現（T2次世代限定版） |
| Nasca            | 納斯卡   | 金色   | 高等記憶體     | 園咲冴子                  | 肩膀（左）                                  | 於第39話因冴子的憤怒而變成Nasca Memory的Lv3能力型態。 身體由藍色變成橘紅色，光翼由紅變紫，領巾張開即可飛行。 Lv3時擁有除了Accel Trial以外就無人可及的高速移動速度。 手部可同時發出十多個能量球。 第46話中被Clay Doll Xtreme的强大力量破壞。 |
| Smilodon         | 劍齒虎   | 金色   | 高等記憶體     | Mick                      | 地球驅動器（背）                            | 擁有Gaia Memory中最頂級的速度和運動能力， 甚至可以輕易迴避Luna Trigger的連續射擊。 第45話中被W（Cyclone Metal）以Metal Stag Break破壞。 |
| Utopia           | 樂園     | 金色   | 高等記憶體     | 加頭順                    | 地球驅動器（腰）                            | 變身時，身體周圍會產生失重狀態，令人與物浮空，並放出大範圍的黑雷加以吹飛。 手上的手杖可以自由操控空氣和存在的大自然屬性力量： 引力：可以玩弄對手，令對手浮在天上，並可以吸近對手加以攻擊。 火：手掌可以散發出高溫熱火，或用火包圍身體，從而使出火焰踢擊。 風雷：可以產生巨大龍捲風，並加以雷電，令對手於感受雷電之苦。 大地：手杖可以破壞地面的結構，並噴出氣體，以便逃走。 大氣壓力：手杖可以控制大氣之中的壓力，隔空停止敵人的兵器攻擊。 另外，這記憶體內有“希望”的記憶，可把使用者的想法實現出來。 可以奪走他人“存在的希望”與“情感”，一般人會被吸走面孔，並進入身體機能停止的狀態； 而Dopant或Rider會被奪走其Memory的力量，強制變回人類。但“情感”的量超出Utopia能吸收的極限，則無法吸收奪走。 能夠以高頻音波，從電話傳送腦海中的影像，令敵人陷入恐懼狀態。 第48話中被W（CJ-X）以Double Prism Extreme破壞。 |
| Weather          | 天候     | 銀色   | 高等記憶體     | 井坂深紅郎                | 耳朵（右）                                  | 能控制各種氣象並加以強化，以氣象作出各種攻擊。 武器是放在後腰的鞭「Weather Mine」，可隨意變形。 虹：從雙手放出七色的彎曲光線。 寒氣：可以放出急凍的氣體，能壓制Heat Memory和其他熱能的攻擊。 雷：可以令天空急降紅色雷電來攻擊。放出雷雲包圍敵人進行持續放電攻擊。在36話中被Accel Trial破解。 風：可以令接近自身的人彈開，且以風的速度高速行動，風速達龍捲風級別。 熱︰自身放出熱能，對被抓的敵人作攻擊。亦可擲出火球攻擊。製造海市蜃樓殘像躲避敵人攻擊。 雨︰隨意操縱降雨，配合風的能力製造水柱困住敵人。 Memory本身擁有與園咲家的金色Memory匹敵的能力，並具有極高防禦力，是為銀色的上級Memory。 第43話中根據園咲冴子所言，此Memory是由Shroud授予的。 第36話中被Accel Trial以Machine Gun Spike破壞。 |
| Masquerade       | 妝扮     | 黑色   | 特例           | 無固定使用者              | 臉側                                        | 屬於特例的Memory，沒有特定使用者，只是一群無名小卒或手下持有的Memory。 Memory沒有任何特別用途，只有頭部變化成Dopant。 其中一個在第13話中被Clay Doll Dopant破壞。 15、16、21、37、38話、劇場版（回憶篇）也有登場。 Dopant被破壞後使用者會消失。 |
| Magma            | 熔岩     | 暗紅色 | 一般正式版     | 戶川陽介                  | 前臂（左）                                  | 全身上下都能产生高热的能量，把几乎周围的所有物体都溶解，其威力甚至达到破壞整座大廈的程度。 第1話中被W（Cyclone Joker）以Joker Extreme破壞。 風都偵探中是風吹鐵男用來代替最想要的永恆Memory的替代品 |
| T-rex            | 暴龍     | 灰黑色 | 一般正式版     | 津村真理奈                | 肩膀（左）                                  | 使用其巨大的顎使出強勁的咬噬攻擊，发出咆哮时可以让冲击波破坏周围的物体，还可以通过咆哮引发周围磁场，把周圍的物體吸收，使自己巨大化成Big T-Rex。 第2話中被W（Heat Metal）以Metal Branding破壞。 |
| Money            | 錢       | 棕色   | 一般正式版     | 加賀泰造                  | 後頸                                        | 使用稱為「Life Coin」的金幣將別人的生命吸入其中，當其「數額」(Life Coin的數量)增加時，身體亦會肥胖样的夸大起来。若生命硬幣破壞，被封印者將死亡。 能大量灑出金幣做散彈攻擊。 第4話中被W（Heat Metal）以Metal Branding破壞。 |
| Anomalocaris     | 奇蝦     | 紫色   | 一般正式版     | 鷹村源藏                  | 手掌（左）                                  | 鷹村源藏得到的正式版Memory，能變成原本的巨大形態。 正式版Memory和试验品差不多的能力，可以從口中快速吐出尖刺和射出有毒的牙齒，但是正式版还可以变成巨大的奇虾形态。 可以延伸左臂的鞭子抓住目标。 第6話中被W（Luna Trigger）以Trigger Full Burst破壞。 第49話中再度被人使用，被假面骑士Joker以Rider Punch破壞。 |
| Anomalocaris     | 奇蝦     | 紫色   | 一般正式版     | EXE成員                   | 胸口（中）                                  | 鷹村源藏得到的正式版Memory，能變成原本的巨大形態。 正式版Memory和试验品差不多的能力，可以從口中快速吐出尖刺和射出有毒的牙齒，但是正式版还可以变成巨大的奇虾形态。 可以延伸左臂的鞭子抓住目标。 第6話中被W（Luna Trigger）以Trigger Full Burst破壞。 第49話中再度被人使用，被假面骑士Joker以Rider Punch破壞。 |
| Anomalocaris     | 奇蝦     | 黑色   | 試驗品         | 鷹村的部下                | 不明                                        | 在園咲霧彥手中得到的試驗品。 可以從口中快速吐出尖刺和射出有毒的牙齒，更可以在水下狙击目标。 第5話中被W（Cyclone Joker）以Joker Extreme破壞。 |
| Cockroach        | 蟑螂     | 棕色   | 一般正式版     | 伊刈                      | 腳掌（左）                                  | 手掌可射出蓝色有毒液體，其劇毒能封住人的口鼻导致其窒息而死。 速度不比劍齒虎差，因此一度抢走了Luna,Trigger,Heat,Metal四支Memory。 第8話中被W（Luna Trigger）以Trigger Full Burst破壞。 第49話中再度被人使用，被假面骑士Joker以Rider Kick破壞。 |
| Cockroach        | 蟑螂     | 棕色   | 一般正式版     | EXE成員                   | 手掌（左）                                  | 手掌可射出蓝色有毒液體，其劇毒能封住人的口鼻导致其窒息而死。 速度不比劍齒虎差，因此一度抢走了Luna,Trigger,Heat,Metal四支Memory。 第8話中被W（Luna Trigger）以Trigger Full Burst破壞。 第49話中再度被人使用，被假面骑士Joker以Rider Kick破壞。 |
| Sweet            | 甜點     | 暗紅色 | 一般正式版     | 佐佐木由貴子              | 側頸（右）                                  | 可變成糖果黏液狀，出現時會有咒語般黏在牆上。 可射出黏狀奶油性液体缚束对手。 手部可變出手槍及刀。 第10話中被W（Heat Joker）以Joker Grenade破壞。 |
| Virus            | 病毒     | 紫色   | 一般正式版     | 山村幸                    | 前臂（左）                                  | 可以用病毒把有机物和无机物感染，亦可用此毒素把任何有机物杀死。此记忆体的人间体并非是肉体使用记忆体，而是精神使用，所以能力显得很逊色。 長舌可伸長缚束别人再植入病毒。 身體為粒子狀，可隨時變成實體。 第12話中被W (Heat Trigger)以Trigger Explosion破壞。 |
| Violence         | 暴力     | 暗紅色 | 一般正式版     | 上尾強                    | 手背（左）                                  | 擁有強力的攻擊力和防禦力。 右手能射出鐵鏈球。 身體可以變化成大球狀「Violence Ball」防禦任何攻擊，也可用这个形态行动。 第14話中被W（Luna Trigger）以Trigger Stag Burst破壞。 劇場版《A至Z Gaia Memory的命運》出現（T2次世代限定版），人间体为WATCHMAN |
| Arms             | 武器     | 黑色   | 一般正式版     | 倉田劍兒 未知             | 眼角（右下） 左手上臂                       | 左手可變成短而寬的鈍器及多管機槍，破壞力強，其背後也有一把類似的鈍器，并且还可以在進行鐵壁般防禦同時立即反擊。 手中的機槍下方的炮管能射出火焰彈。 能吐出金屬液缚束敵人。 第16話中被W（Fang Joker）以Fang Straizer破壞。 |
| Bird             | 鳥       | 暗紅色 | 一般正式版     | 江草茜                    | 前臂（左）                                  | 具有飛行2•5马赫的能力，能用翅膀卷起的风压攻击，高速射出羽毛子彈進行攻擊。江草茜為正式使用者，并可以发挥Memory的力量至强化，可以发射强烈的火焰弹攻击。 第18話中被园咲雾彦（Nasca Dopant）的Gaia Driver与自己的Memory共振，W（Cyclone Trigger）的Trigger Magnum装上Bat shot并看穿Bird Memory正确位置的情况下，被W（Cyclone Trigger）Trigger Bat Shooting破壞。 |
| Bird             | 鳥       | 暗紅色 | 一般正式版     | 籐川統馬                  | 前臂（左）                                  | 具有飛行2•5马赫的能力，能用翅膀卷起的风压攻击，高速射出羽毛子彈進行攻擊。江草茜為正式使用者，并可以发挥Memory的力量至强化，可以发射强烈的火焰弹攻击。 第18話中被园咲雾彦（Nasca Dopant）的Gaia Driver与自己的Memory共振，W（Cyclone Trigger）的Trigger Magnum装上Bat shot并看穿Bird Memory正确位置的情况下，被W（Cyclone Trigger）Trigger Bat Shooting破壞。 |
| Bird             | 鳥       | 暗紅色 | 一般正式版     | 金村有一                  | 前臂（左）                                  | 具有飛行2•5马赫的能力，能用翅膀卷起的风压攻击，高速射出羽毛子彈進行攻擊。江草茜為正式使用者，并可以发挥Memory的力量至强化，可以发射强烈的火焰弹攻击。 第18話中被园咲雾彦（Nasca Dopant）的Gaia Driver与自己的Memory共振，W（Cyclone Trigger）的Trigger Magnum装上Bat shot并看穿Bird Memory正确位置的情况下，被W（Cyclone Trigger）Trigger Bat Shooting破壞。 |
| Bird             | 鳥       | 暗紅色 | 一般正式版     | 久保田彌生                | 前臂（左）                                  | 具有飛行2•5马赫的能力，能用翅膀卷起的风压攻击，高速射出羽毛子彈進行攻擊。江草茜為正式使用者，并可以发挥Memory的力量至强化，可以发射强烈的火焰弹攻击。 第18話中被园咲雾彦（Nasca Dopant）的Gaia Driver与自己的Memory共振，W（Cyclone Trigger）的Trigger Magnum装上Bat shot并看穿Bird Memory正确位置的情况下，被W（Cyclone Trigger）Trigger Bat Shooting破壞。 |
| IceAge           | 冰河時代 | 暗藍色 | 一般正式版     | 片平清                    | 不明                                        | 全身各處都能噴出溫度達絕對零度的冰霧，能使物品或地板瞬間結冰。 可以使水凍結變為冰錐，當作子彈攻擊。 第20話中被Accel以A Slasher破壞。 劇場版《A至Z Gaia Memory的命運》出現（T2次世代限定版），人间体是圣诞仔 |
| Triceratops      | 三角龍   | 灰黃色 | 一般正式版     | 九條綾                    | 大腿（左）                                  | 具有能将人类化为灰烬的能量弹，可變成原本的巨大型態。 武器是手上拿著，由身體細胞組成的粗棍棒Dinosaur Club。 第22話中被Accel Gunner以Gunner Full Break破壞。 |
| Liar             | 騙徒     | 暗紅色 | 一般正式版     | 澤田幸夫                  | 側頸（右）                                  | 可將說出的謊話變成針刺狀武器Liar Needle攻擊，並藉此進行催眠，被催眠者会相信由谎话虚构的内容，并作出相应行动，效果还是一段时间。 武器是巨大嘴巴形狀的武器Lie Speaks發射能量光彈，但被W的Cyclone Trigger打掉。 第24話中被以Accel Bike Form腾空而起的W（Cyclone Joker）以Joker Extreme破壞。 |
| Puppeteer        | 操偶師   | 灰黃色 | 一般正式版     | 堀之內慶應                | 下巴                                        | 可以用从手中特殊的線控制任何生物，而被操縱者會失去意識，被控制并被当做是Puppeteer的替身使用，並可使線隱形使敵人難以察覺。 武器是手上拿著的短手杖和藍波刀。 短手杖可吹出噪音干擾敵人，不过并没有什么用。 第26話中被W（Cyclone Metal）以Metal Twister破壞。 劇場版《A至Z Gaia Memory的命運》出現（T2次世代限定版） |
| Invisible        | 隱形     | 暗藍色 | 一般正式版     | 白銀莉莉                  | 後臂（右）                                  | 本Memory在经过深红郎的改造过后，不但不会令使用者变成Dopant的模样，还会令使用者的身體變得透明，沒有實際戰鬥能力，甚至此记忆体只有使用者死亡才能排出人体的设定。实际上，井坂深红郎改造此记忆体的原因是为了让白銀莉莉耗尽自己的生命力消失，然后将此记忆体调整到自己能够合适的一个程度来强化Weather Dopant。 第28話中，白銀莉莉几乎耗尽了生命力快要消失时，被假面骑士Accel以Engine Blade的Elctric斩死，记忆体便认为人间体死亡，排出体外，Accel再以电击恢复白銀莉莉的心跳使其复活，亲手捏碎了Invisible Memory。 |
| Nightmare        | 夢魘     | 暗紫色 | 一般正式版     | 福島元                    | 前臂（左）                                  | 可以進入人的夢中，戲弄他人。 可隨意操控夢境的任何事物，曾在夢境出現的武器有可抓人的煙斗，和中間有網子的利刃盤「Dream Catcher」，當他在夢中將那個人囚禁的時候，被禁閉的人會無法再次甦醒，最終在身體逐漸衰弱的情況下死去，頭上亦會留下「H」字的標記。 能發射能量彈進行攻擊。 第30話中被W（Luna Metal）以Metal Illusion破壞。 |
| Beast            | 野獸     | 暗紅色 | 一般正式版     | 有馬丸男                  | 前臂（左）                                  | 擁有強大的破壞力和防禦力。 其身體可吸收一定程度的衝擊並且再生。 第32話中被W（CJ-X）以Bicker Charge Break破壞。 於 特別篇《假面騎士Chaser》再次登場。不同的是惡路程式077直接往身上使用，而並非使用地球驅動器或是插入記憶體專用印記。 |
| Beast            | 野獸     | 暗紅色 | 一般正式版     | 三輪利雄 （惡路程式077）  | 太陽穴（右）                                | 擁有強大的破壞力和防禦力。 其身體可吸收一定程度的衝擊並且再生。 第32話中被W（CJ-X）以Bicker Charge Break破壞。 於 特別篇《假面騎士Chaser》再次登場。不同的是惡路程式077直接往身上使用，而並非使用地球驅動器或是插入記憶體專用印記。 |
| Zone             | 區域     | 黑色   | 一般正式版     | 有馬鈴子                  | 後側頸（右）                                | 10年前曾一度于被鳴海莊吉取走，裝在風吹山別墅的木雕熊內。10年後被翔太郎發現，並且翔太郎去勸說有馬鈴子，因此她又奪回此記憶體。本身體型極小，沒有一般Dopant的人形，向小金字塔般，具有飛行能力，頭部能發射能量彈。 可以瞬間追蹤對手的下落。 可以將9x9的方格範圍「Zone Board」，來對任何事物進行瞬間移動，但只有配合其他Dopant戰鬥力才會顯著。 第32話中被W（CJ-X）以Bicker Finallusion破壞。 劇場版《A至Z Gaia Memory的命運》出現（T2次世代限定版） |
| Yesterday        | 昨天     | 棕色   | 一般正式版     | 須籐雪繪                  | 胸口                                        | 手掌可以射出圓盤狀的能量彈。 利用發出「8」（「Yesterday的刻印」）字圖案，可控制對方重複做出24小時前的事，對其他人和自己做出傷害，並在重複完後進入昏睡狀態。使用者所作所為是爲了向園咲冴子殺兄之仇，但由於記憶體的力量不及Taboo Memory，Taboo Memory又被井坂深紅郎改造過，在把印記發到園咲冴子身上時，被彈了回來到了自己身上。 第34話中被W（CJ-X）以Prism Break破壞，但是由於Yesterday Dopant的印記本身就是毒素，所以須籐雪繪被侵蝕，失去了過去的所有記憶。 劇場版《A至Z Gaia Memory的命運》出現（T2次世代限定版） |
| Quetzalcoatlus   | 風神翼龍 | 金色   | 高等記憶體     | 島本凪                    | 前臂（左）                                  | 屬於高等限定版的Memory，必須以特殊的印記才可使用，Memory的外表有著像翅膀的特徵為其特點。 雖然井坂深紅郎和島本凪身上都有印記，但皆未使用過。 第36話中被Accel Trial破壞。 |
| Quetzalcoatlus   | 風神翼龍 | 金色   | 試驗品         | 井坂深紅郎                | 鸚鵡腹部                                    | 井坂自己所複製出來的試驗品，所以無須印記即可使用。 體型極為巨大，約為一般Dopant的10倍左右。 具有飛行能力，且速度極快。 第35話中被W（CJ-X）破壞。 |
| Hopper           | 蝗蟲     | 棕色   | 一般正式版     | 蝗蟲女                    | 大腿（右）                                  | 擁有相當良好的運動能力及跳躍力，且速度極快，使用者亦是Museum的處刑人，成功殺死研究設施中逃走的腦科學家．山城諭。 第38話中被Accel Trial以Machine Gun Spike破壞，本人在之後想要逃脫，被Smilodon Dopant滅口。 |
| Gene             | 基因     | 黑色   | 一般正式版     | 川相透                    | 手背（左）                                  | 可用右手的線圈型DNA攪拌器進行轉移遺傳因子重組，將物品完全改變，變成另外一種的物體因此戰鬥力不高。曾把W的右手手掌變成牛玩偶 第40話中被W（CJ-X）破壞。 劇場版《A至Z Gaia Memory的命運》）出現（T2次世代限定版） |
| Jewel            | 寶石     | 暗紅色 | 一般正式版     | 上杉誠                    | 手掌（左）                                  | 全身噴出的煙霧可把人變成鑽石粒。 可以製作平滑的鑽石面反彈攻擊。 胸前的鑽石能防禦一切物理攻擊，唯一弱點就是腰上的石眼。 第42話中被W（CJ-X）破壞。 |
| Old              | 老化     | 暗棕色 | 一般正式版     | 相馬卓                    | 側腹部（左）                                | 掌心可以釋放出暗紅色泥沼，可以令人身心變成老人（特殊體質者例外：照井龍、菲利普）。亦可以泥沼作轉移手段。 身體正面為紅色，反面為灰色，能隨意切換正背面應戰。 第44話中被Accel Trial以Machine Gun Slasher破壞。 |
| Ocean            | 海洋     | 亮藍色 | 一般正式版     | EXE成員                   | 不明                                        | 能操控水。未使用。第49話被破壞。 |
| Edge             | 刀鋒     | 不明   | 一般正式版     | EXE成員                   | 不明                                        | 未使用。第49話被破壞。 |
| Energy           | 能量     | 黑色   | 一般正式版     | 寵物店店員 (EXE首領)      | 鼻子（中）                                  | 手部可以發射電磁能量彈。 第49話被W（Cyclone Joker）破壞。 |
| Injury           | 損害     | 暗紅色 | 不明           | 不明                      | 不明                                        | 在第1話中，翔太郎向亞樹子講解何謂Gaia Memory時，出現在電腦螢幕上。 |
| Bean             | 豆實     | 暗藍色 | 不明           | 試驗者                    | 前臂 頭                                     | 在第21話中拿來試驗用。 於Net movie也有登場。 |
| Apple            | 蘋果     | 黑色   | 不明           | 不明                      | 不明                                        | 劇中有出現，但從未被使用。 |
| Crab             | 螃蟹     | 黑色   | 不明           | 不明                      | 不明                                        | 劇中有出現，但從未被使用。 |
| Dog              | 狗       | 棕色   | 不明           | 不明                      | 不明                                        | 劇中有出現，但從未被使用。 |
| Ear              | 耳       | 黑色   | 不明           | 不明                      | 不明                                        | 劇中有出現，但從未被使用。 |
| Finger           | 手指     | 黑色   | 不明           | 不明                      | 不明                                        | 劇中有出現，但從未被使用。 |
| Gravitation      | 重力     | 黑色   | 不明           | 不明                      | 不明                                        | 劇中有出現，但從未被使用。 |
| Hell             | 地獄     | 棕色   | 不明           | 不明                      | 不明                                        | 劇中有出現，但從未被使用。 |
| Jazz             | 爵士樂   | 暗藍色 | 不明           | 不明                      | 不明                                        | 劇中有出現，但從未被使用。 |
| Lighting         | 閃電     | 黑色   | 不明           | 不明                      | 不明                                        | 劇中有出現，但從未被使用。 |
| Music            | 音樂     | 黑色   | 不明           | 不明                      | 不明                                        | 劇中有出現，但從未被使用。 |
| Orange           | 柳橙     | 橙色   | 不明           | 不明                      | 不明                                        | 劇中有出現，但從未被使用。 |
| Pyramid          | 金字塔   | 棕色   | 不明           | 不明                      | 不明                                        | 劇中有出現，但從未被使用。 |
| Star             | 星星     | 棕色   | 不明           | 不明                      | 不明                                        | 劇中有出現，但從未被使用。 |
| Time             | 時間     | 暗藍色 | 不明           | 不明                      | 不明                                        | 劇中有出現，但從未被使用。 |
| Umbrella         | 雨傘     | 黑色   | 不明           | 不明                      | 不明                                        | 劇中有出現，但從未被使用。 |
| You              | 你       | 黑色   | 不明           | 不明                      | 不明                                        | 劇中有出現，但從未被使用。 |
| Zero             | 零       | 不明   | 不明           | 不明                      | 不明 (小說中只描寫身體，沒清楚表明是那部份) | 於外傳小說Z之繼承者中登場的Memory。 由Museum派出的殺手使用。 手掌碰到的東西會「化為虛無」(實際上是會被其吸收力量)。 最後被假面騎士Accel破壞。 使用者被Smilodon Dopant滅口。 |
| Kabuki           | 歌舞伎   | 不明   | 不明           | 不明                      | 不明                                        | 於劇場版《假面騎士X OOO X W Movie大戰Core》登場过的Memory。 於Net movie也有登場。 |
| Death            | 死亡     | 棕色   | 一般正式版     | 羅伯特志島                | 手腕（左）                                  | 在劇場版（大戰篇）登場的Memory。 實際上並無此Memory，只是Dummy Dopant模擬成死神的外表。 |
| Dummy            | 虛擬     | 棕色   | 一般正式版     | 羅伯特志島                | 手腕（左）                                  | 在劇場版（大戰篇）登場的Memory。 能擬態成其他人物。 在劇場版（大戰篇）中被W和Decade聯手破壞。 劇場版《A至Z Gaia Memory的命運》出現（T2次世代限定版） |
| Shinigami Hakase | 死神博士 | 黑色   | 一般正式版     | 光榮次郎                  | 側頸（左）                                  | 在劇場版登場的Gaia Memory。 光榮次郎被園咲琉兵衛植入此Memory變成死神博士。 在劇場版（大戰篇）中因要塞被眾騎士擊毀而解除變身並毀損破壞。 |
| Spider           | 蜘蛛     | 白色   | 一般正式版     | 松井誠一郎                | 側頸（左）                                  | 於劇場版《假面騎士X OOO X W Movie大戰Core》登場的Memory。 可以發射蜘蛛絲，並對目標植入小型炸彈 最後被SKULL破壞。 |
| Bat              | 蝙蝠     | 白色   | 一般正式版     | 小森繪蓮                  | 肩膀（右）                                  | 於劇場版《假面騎士X OOO X W Movie大戰Core》登場的Memory。 能以超音波操作機械 最後被油櫃車炸碎，使用者本人也當場被炸死。 |
| Memory           | 記憶     | 綠色   | 一般正式版     | 翼龍Yummy                 | 不明                                        | 於劇場版《假面騎士X OOO X W Movie大戰Core》登場的Memory。 可以紀錄過去的記憶 混合三枚甲殼類Core可變身為假面騎士Core 最後被W及OOO聯手破壞。 |
| Ammonite         | 菊石亞綱 | 不明   | 試驗品         | 試驗者                    | 不明                                        | 外傳小說登場的Memory。 三枚Memory均是Museum最初開發的試驗品。 使用後會完全失控，變成狂暴的怪物，暴走過後Memory會自動毀壞，使用者會死亡。 于《假面骑士W RETURNS 假面骑士Eternal》亦有登场 |
| Trilobite        | 三葉蟲   | 不明   | 試驗品         | 試驗者                    | 不明                                        | 外傳小說登場的Memory。 三枚Memory均是Museum最初開發的試驗品。 使用後會完全失控，變成狂暴的怪物，暴走過後Memory會自動毀壞，使用者會死亡。 于《假面骑士W RETURNS 假面骑士Eternal》亦有登场 |
| Mammoth          | 猛獁象   | 不明   | 試驗品         | 試驗者                    | 不明                                        | 外傳小說登場的Memory。 三枚Memory均是Museum最初開發的試驗品。 使用後會完全失控，變成狂暴的怪物，暴走過後Memory會自動毀壞，使用者會死亡。 于《假面骑士W RETURNS 假面骑士Eternal》亦有登场 |
| Egg              | 蛋       | 暗紅色 | 一般正式版     | 相田伊三                  | 手背（左）                                  | Hyper Battle DVD登場的Memory。 兩者為一體的Memory，變身後為Oyakodon Dopant（親子丼摻雜體）。 武器是巨型的筷子。 口部可發出藍色光彈。 最後被W（CJ-X）破壞。 |
| Chicken          | 雞       | 暗紅色 | 一般正式版     | 相田伊三                  | 手背（左）                                  | Hyper Battle DVD登場的Memory。 兩者為一體的Memory，變身後為Oyakodon Dopant（親子丼摻雜體）。 武器是巨型的筷子。 口部可發出藍色光彈。 最後被W（CJ-X）破壞。 |
| Commander        | 指揮官   | 灰白色 | 一般正式版     | 相模廣志                  | 手腕（左）                                  | 於《假面騎士W RETURNS 假面騎士Accel》登場的Memory。 可以召喚士兵以電擊棒殺死敵人。 強化後可發射飛彈。 最後被Accel Booster破壞。 |
| Unicorn          | 獨角獸   | 藍綠色 | 一般正式版     | 先生 （扒手集團幕後黑手） | 不明                                        | 於《假面騎士W RETURNS 假面騎士Accel》登場的Memory。 尚未使用即被破壞。 |
| Eyes             | 眼睛     | 暗紅色 | 一般正式版     | Dr.Prospect               | 側頸（右）                                  | 於《假面騎士W RETURNS 假面騎士Eternal》登場的Memory。 可以操控他人意志 最後被Eternal破壞。 |
| Eternal          | 永恆     | 深白色 | T1試作品       | 大道克己                  | 迷失驅動器（右）                            | 於《假面騎士W RETURNS 假面騎士Eternal》登場的Memory。 加頭變身的Eternal為紅色（未完全型態），而克己變身的Eternal為藍色（完全型態）。 可使所有的記憶體都無效化的能力。 於第二次發動Maximum以後，因記憶體承受不住力量而自毀。 詳見上文假面騎士Eternal |
| Eternal          | 永恆     | 深白色 | T1試作品       | 加頭順                    | 迷失驅動器（右）                            | 於《假面騎士W RETURNS 假面騎士Eternal》登場的Memory。 加頭變身的Eternal為紅色（未完全型態），而克己變身的Eternal為藍色（完全型態）。 可使所有的記憶體都無效化的能力。 於第二次發動Maximum以後，因記憶體承受不住力量而自毀。 詳見上文假面騎士Eternal |

#### 風都偵探
| 名字          | 中文翻譯 | 顏色         | 記憶體類型 | 持有者                        | 連接位置                          | 備註 |
| ------------- | -------- | ------------ | ---------- | ----------------------------- | --------------------------------- | --- |
| Road          | 路       | 黑色         | 一般正式版 | 佐武（立川蓮司的手下之一）    | 側頸（左）                        | 於漫畫《風都偵探》中登場的Memory。 穿著鋼鐵外殼和警示燈造型的鎧甲、舌頭和背後是道路造型的人形Dopant。從手臂製造能量熱輪、運用超高溫和超高速將空間切割，並且能從口中吐出漆黑物質、用來製作成異空間的基底，也擁有引發空間扭曲，開啟通道的能力。能用手臂製造的熱輪高速移動、或是將其丟出切割對手。 製作次元通道甚至迷宮，會對肉體的消耗劇烈，因此需要大量地補充能量。而補充能量的最快方式就是吸收人體，使得使用者會開始瘋狂地吃人來補足飢渴般的需求。 最後被W（Cyclone Joker）以Joker Extreme破壞。但是在裏風都中，還有著大量Memory中毒、導致智能降低的Road使用者。 |
| Road          | 路       | 黑色         | 一般正式版 | 裏風都的居民                  | 不明                              | 於漫畫《風都偵探》中登場的Memory。 穿著鋼鐵外殼和警示燈造型的鎧甲、舌頭和背後是道路造型的人形Dopant。從手臂製造能量熱輪、運用超高溫和超高速將空間切割，並且能從口中吐出漆黑物質、用來製作成異空間的基底，也擁有引發空間扭曲，開啟通道的能力。能用手臂製造的熱輪高速移動、或是將其丟出切割對手。 製作次元通道甚至迷宮，會對肉體的消耗劇烈，因此需要大量地補充能量。而補充能量的最快方式就是吸收人體，使得使用者會開始瘋狂地吃人來補足飢渴般的需求。 最後被W（Cyclone Joker）以Joker Extreme破壞。但是在裏風都中，還有著大量Memory中毒、導致智能降低的Road使用者。 |
| Road          | 路       | 黑色         | 一般正式版 | 萬燈時女                      | 地球驅動器rex（腰）               | 於漫畫《風都偵探》中登場的Memory。 穿著鋼鐵外殼和警示燈造型的鎧甲、舌頭和背後是道路造型的人形Dopant。從手臂製造能量熱輪、運用超高溫和超高速將空間切割，並且能從口中吐出漆黑物質、用來製作成異空間的基底，也擁有引發空間扭曲，開啟通道的能力。能用手臂製造的熱輪高速移動、或是將其丟出切割對手。 製作次元通道甚至迷宮，會對肉體的消耗劇烈，因此需要大量地補充能量。而補充能量的最快方式就是吸收人體，使得使用者會開始瘋狂地吃人來補足飢渴般的需求。 最後被W（Cyclone Joker）以Joker Extreme破壞。但是在裏風都中，還有著大量Memory中毒、導致智能降低的Road使用者。 |
| Toadstool     | 毒蕈     | 暗紫色       | 一般正式版 | 坪崎忠太                      | 手腕（左）                        | 於漫畫《風都偵探》中登場的Memory。只有在回憶中使用。 有著骷髏面具的香菇Dopant，能力推斷為製造有毒孢子覆蓋周遭物。 |
| Cockroach     | 蟑螂     | 棕色         | 一般正式版 | 寶石強盜                      | 不明                              | 於漫畫《風都偵探》中再度登場的Memory。 寶石強盜被W（Heat Metal）以Metal Branding破壞。使用Cockroach的蒼炎眾成員被Accel破壞Memory後逮捕。 根據菲利普的說法，Cockroach不只有著高性能，還量產了很多支Memory。 |
| Cockroach     | 蟑螂     | 棕色         | 一般正式版 | 雙見光                        | 不明                              | 於漫畫《風都偵探》中再度登場的Memory。 寶石強盜被W（Heat Metal）以Metal Branding破壞。使用Cockroach的蒼炎眾成員被Accel破壞Memory後逮捕。 根據菲利普的說法，Cockroach不只有著高性能，還量產了很多支Memory。 |
| Cockroach     | 蟑螂     | 棕色         | 一般正式版 | 蒼炎眾成員                    | 不明                              | 於漫畫《風都偵探》中再度登場的Memory。 寶石強盜被W（Heat Metal）以Metal Branding破壞。使用Cockroach的蒼炎眾成員被Accel破壞Memory後逮捕。 根據菲利普的說法，Cockroach不只有著高性能，還量產了很多支Memory。 |
| Aurora        | 極光     | 金色         | 高等記憶體 | 萬燈雪侍 （頂級適合者）       | 地球驅動器rex（腰）（右插槽）     | 於漫畫《風都偵探》中登場的Memory。 使用後變化成臉部只剩嘴巴、手掌為光組成的人形Dopant，擁有漂浮和發射能量光束的能力。 頂級適合者的能力疑似為瞬間降臨到任何一個地方。 |
| Meganeura     | 巨脈蜻蜓 | 暗紅色       | 一般正式版 | 美原睦夫                      | 太陽穴（左）                      | 於漫畫《風都偵探》中登場的Memory。 使用之後變化為巨型蜻蜓的Dopant，能藉由其飛翔能力及尾端所產生的尖刺進行攻擊。 另外能運用隱藏在背部的小型翅膀，產生的特殊振動波給予目標無形壓力使其無法行動。再進一步進化後，更是能產生小型分身進行各種攻擊行為。 最後被W（Fang Joker）以Fang Straizer破壞。 |
| Stag          | 鍬甲     | 紅色         | 擬態記憶體 | 時女                          | 手機                              | 於漫畫《風都偵探》中登場的Memory。 菲利普幫時女製作的粉紅色手機、使用的擬態Memory，基本功能和翔太郎使用的Stag Phone一樣，也可以作為Revol Garry的遙控器。 |
| Scream        | 吶喊     | 銀色         | 高等記憶體 | 五條一葉 （頂級適合者）       | 地球驅動器rex（腰）（右插槽）     | 於漫畫《風都偵探》中登場的Memory。 是一個巨大嘴巴中有一顆眼球、外貌消瘦扭曲、縫合皮膚的人形Dopant，使用異常多關節的長手指瞬間切開對手，移動速度也很快，並且能將叫聲強化集中，發出超音頻震碎對手。 使用地球驅動器rex變身時，可將第二支Memory插入腰帶的左邊插槽，在左手部位使用該Memory的能力。 最後被Accel以多重Maximum Drive破壞。 頂級適合者的能力為超敏銳的聽覺，能用聽的就確認對手死亡。 |
| Brachiosaurus | 腕龍     | 銀色         | 高等記憶體 | 千葉秀夫 （頂級適合者）       | 地球驅動器rex（腰）（右插槽）     | 於漫畫《風都偵探》中登場的Memory。 使用後化身為頭戴腕龍化石的巨人Dopant，擁有巨大的力量、表皮帶有腐蝕性，並且能從外殼生成尖刺發射出去，頭上的腕龍化石可以啃咬對手、吹出強風。其表面會掉落類似Masquerade Dopant的化石兵，但只能接收簡單的命令。 頂級適合者的能力為精神控制念波。 |
| Caracal       | 獰貓     |              | 一般正式版 | 蝶野麻友                      | 後臂（左）                        | 於漫畫《風都偵探》中登場的Memory。 使用後化為獰貓人型的Dopant，但因為蝶野麻友體質與Memory不合，再加上Memory為瑕疵品，反而造成無法恢復人型且持續痛苦與消耗生命的不良反應，藏於下水道的她只能發出貓才能聽見的呼救聲，進而使風都內的流浪貓聚集在其身邊想拯救她。 最後被W（Luna Trigger）以Trigger Full Burst破壞。 |
| Alcohol       | 酒精     | 銀色         | 高等記憶體 | 久保倉環奈                    | 額頭                              | 於漫畫《風都偵探》中登場的Memory。 使用後化為如果凍般內部充滿酒液的巨大身形Dopant，會讓使用者如同飲酒醉般失去理智，並對痛覺遲緩且力量狂暴，而果凍般的肉體除了有極大的物理抗性外也十分易燃。 能以左手的噴頭噴出體內酒精、再以獨眼發出的熱射線引發強力爆炸，巨大的右手則有強大的破壞力。因為是高級Memory，所以產生的毒素也極強，若使用者體質與Memory不合則會產生如急性酒精中毒的症狀進而死亡。 最後被W（Cyclone Joker Xtreme）以Double Xtreme破壞。 頂級適合者的能力為念力，能夠控制周圍的物體飄起。 |
| Alcohol       | 酒精     | 銀色         | 高等記憶體 | 財前曆                        | 額頭                              | 於漫畫《風都偵探》中登場的Memory。 使用後化為如果凍般內部充滿酒液的巨大身形Dopant，會讓使用者如同飲酒醉般失去理智，並對痛覺遲緩且力量狂暴，而果凍般的肉體除了有極大的物理抗性外也十分易燃。 能以左手的噴頭噴出體內酒精、再以獨眼發出的熱射線引發強力爆炸，巨大的右手則有強大的破壞力。因為是高級Memory，所以產生的毒素也極強，若使用者體質與Memory不合則會產生如急性酒精中毒的症狀進而死亡。 最後被W（Cyclone Joker Xtreme）以Double Xtreme破壞。 頂級適合者的能力為念力，能夠控制周圍的物體飄起。 |
| Alcohol       | 酒精     | 銀色         | 高等記憶體 | 有藤螢                        | 額頭                              | 於漫畫《風都偵探》中登場的Memory。 使用後化為如果凍般內部充滿酒液的巨大身形Dopant，會讓使用者如同飲酒醉般失去理智，並對痛覺遲緩且力量狂暴，而果凍般的肉體除了有極大的物理抗性外也十分易燃。 能以左手的噴頭噴出體內酒精、再以獨眼發出的熱射線引發強力爆炸，巨大的右手則有強大的破壞力。因為是高級Memory，所以產生的毒素也極強，若使用者體質與Memory不合則會產生如急性酒精中毒的症狀進而死亡。 最後被W（Cyclone Joker Xtreme）以Double Xtreme破壞。 頂級適合者的能力為念力，能夠控制周圍的物體飄起。 |
| Alcohol       | 酒精     | 銀色         | 高等記憶體 | 難波胡桃                      | 額頭                              | 於漫畫《風都偵探》中登場的Memory。 使用後化為如果凍般內部充滿酒液的巨大身形Dopant，會讓使用者如同飲酒醉般失去理智，並對痛覺遲緩且力量狂暴，而果凍般的肉體除了有極大的物理抗性外也十分易燃。 能以左手的噴頭噴出體內酒精、再以獨眼發出的熱射線引發強力爆炸，巨大的右手則有強大的破壞力。因為是高級Memory，所以產生的毒素也極強，若使用者體質與Memory不合則會產生如急性酒精中毒的症狀進而死亡。 最後被W（Cyclone Joker Xtreme）以Double Xtreme破壞。 頂級適合者的能力為念力，能夠控制周圍的物體飄起。 |
| Alcohol       | 酒精     | 銀色         | 高等記憶體 | 鏡野菊 （頂級適合者）         | 額頭                              | 於漫畫《風都偵探》中登場的Memory。 使用後化為如果凍般內部充滿酒液的巨大身形Dopant，會讓使用者如同飲酒醉般失去理智，並對痛覺遲緩且力量狂暴，而果凍般的肉體除了有極大的物理抗性外也十分易燃。 能以左手的噴頭噴出體內酒精、再以獨眼發出的熱射線引發強力爆炸，巨大的右手則有強大的破壞力。因為是高級Memory，所以產生的毒素也極強，若使用者體質與Memory不合則會產生如急性酒精中毒的症狀進而死亡。 最後被W（Cyclone Joker Xtreme）以Double Xtreme破壞。 頂級適合者的能力為念力，能夠控制周圍的物體飄起。 |
| Puzzle        | 拼圖     |              | 一般正式版 | 保羅東城 （頂級適合者）       | 不明                              | 於漫畫《風都偵探》中登場的Memory。 臉部為多塊方形拼圖組裝成的Dopant，會隨著型態不同改變臉部拼圖排列，手腕和身體是分離的。可以消耗身上的拼圖零件、將其變換成戰鬥道具。 本身並非擁有強大力量，只能分解四散及換置零件組來強化自身能力，進一步進化後從原本的雙手變成四手，更能透過觸碰他人，得知其身體能力及透過方塊拼圖塊來複制所擁有的能力，並將原持有者的手腕以麻痹的方式進行封印，造成類似奪取他人手腕的假象。 最後被W（Luna Joker）以Joker Strange破壞。 頂級適合者的能力為身體能力把握，只要觸摸到對象，就能對其擁有的身體能力有一定程度的了解。 |
| Joker         | 王牌     | 黑色         | 不明       | 時女 （頂級適合者）           | 地球驅動器rex（腰）（右插槽）     | 於漫畫《風都偵探》中登場、由時女持有的Memory，一開始就已損毀。感應到其他的Memory或與異空間有關的事物會變熱。 「P為惡魔」事件中，確認了Memory是Joker。不過時女身上沒有生體連接洞，因此時女可能沒有使用過、或者透過驅動器之類的道具使用。 「黑暗為O的巢穴」事件中，鳥羽音吉曾稱翔太郎和時女都是黑色的（鳥羽音吉在辨識他人適合的Memory的同時，也能辨識適合Memory的顏色，而Joker Memory的顏色正是黑色），證實時女和Joker Memory有相當高的適應性。 頂級適合者的能力疑似為人類型態下維持比肩Dopant的超運動能力。 |
| Triceratops   | 三角龍   | 灰黃色       | 一般正式版 | 裏風都的居民                  | 不明                              | 於漫畫《風都偵探》中再度登場的Dopant，出現於裏風都的一般居民之一，沒有使用Memory的畫面。 |
| Sweet         | 甜點     | 暗紅色       | 一般正式版 | 裏風都的居民                  | 不明                              | 於漫畫《風都偵探》中再度登場的Dopant，出現於裏風都的一般居民之一，沒有使用Memory的畫面。 |
| Beast         | 野獸     | 暗紅色       | 一般正式版 | 裏風都的居民                  | 不明                              | 於漫畫《風都偵探》中再度登場的Dopant，出現於裏風都的一般居民之一，沒有使用Memory的畫面。 |
| Reactor       | 反應爐   | 銀色         | 高等記憶體 | 二階堂守 （頂級適合者）       | 胸腔                              | 於漫畫《風都偵探》中登場的Memory。 宛如移動工廠的熔爐Dopant，擁有無止盡的熱源能量，可以從腹部的火爐內拿出專屬武器。頭部的煙霧可以實體化控制、用來抓住其他物體。其肉體因被高熱能量包裹，而擁有如銅牆鐵壁般的防護力，但是存在著因為過熱、需要冷卻散熱的缺陷。 最後被W（Cyclone Joker Xtreme）以Double Prism Xtreme破壞。 雙見光使用後，其火焰從紅色進化為藍色，並且可以自行散發餘熱。配合大量的Road Dopant，能用自身的高熱量大範圍開拓空間，再讓Road Dopant穩定住空間。 二階堂守頂級適合者的能力為熱能蓄積，即使是人類型態也保有超高熱量；雙見光頂級適合者的能力疑似為Memory強化，由雙見光使用的Crab Memory再生能力強過風吹鐵男，使用Reactor Memory的火力強過二階堂守。 |
| Reactor       | 反應爐   | 銀色         | 高等記憶體 | 雙見光 （頂級適合者）         | 胸腔                              | 於漫畫《風都偵探》中登場的Memory。 宛如移動工廠的熔爐Dopant，擁有無止盡的熱源能量，可以從腹部的火爐內拿出專屬武器。頭部的煙霧可以實體化控制、用來抓住其他物體。其肉體因被高熱能量包裹，而擁有如銅牆鐵壁般的防護力，但是存在著因為過熱、需要冷卻散熱的缺陷。 最後被W（Cyclone Joker Xtreme）以Double Prism Xtreme破壞。 雙見光使用後，其火焰從紅色進化為藍色，並且可以自行散發餘熱。配合大量的Road Dopant，能用自身的高熱量大範圍開拓空間，再讓Road Dopant穩定住空間。 二階堂守頂級適合者的能力為熱能蓄積，即使是人類型態也保有超高熱量；雙見光頂級適合者的能力疑似為Memory強化，由雙見光使用的Crab Memory再生能力強過風吹鐵男，使用Reactor Memory的火力強過二階堂守。 |
| Reactor       | 反應爐   | 銀色         | 高等記憶體 | 雙見光 （頂級適合者）         | 地球驅動器rex（左側腰）（右插槽） | 於漫畫《風都偵探》中登場的Memory。 宛如移動工廠的熔爐Dopant，擁有無止盡的熱源能量，可以從腹部的火爐內拿出專屬武器。頭部的煙霧可以實體化控制、用來抓住其他物體。其肉體因被高熱能量包裹，而擁有如銅牆鐵壁般的防護力，但是存在著因為過熱、需要冷卻散熱的缺陷。 最後被W（Cyclone Joker Xtreme）以Double Prism Xtreme破壞。 雙見光使用後，其火焰從紅色進化為藍色，並且可以自行散發餘熱。配合大量的Road Dopant，能用自身的高熱量大範圍開拓空間，再讓Road Dopant穩定住空間。 二階堂守頂級適合者的能力為熱能蓄積，即使是人類型態也保有超高熱量；雙見光頂級適合者的能力疑似為Memory強化，由雙見光使用的Crab Memory再生能力強過風吹鐵男，使用Reactor Memory的火力強過二階堂守。 |
| Spider        | 蜘蛛     | 白色         | 一般正式版 | 松井誠一郎                    | 側頸（左）                        | 於漫畫《風都偵探》中，翔太郎回憶里登場的Dopant。對應劇場版《假面騎士X OOO X W Movie大戰Core》登場的Memory，沒有使用Memory的畫面。 |
| Antlion       | 蟻蛉     | 白色         | 一般正式版 | 未知男性                      | 不明                              | 於漫畫《風都偵探》中，翔太郎回憶里登場的Memory。 有著蟻蛉外型、臉部纏繞沙子的Dopant。製造出漏斗狀的流沙陷阱捕捉獵物、再吸食其血液，身上所噴射出的針會使獵物麻痺。最後被Skull破壞。 |
| Skull         | 骷髏     | 紫黑色       | 纯正記憶體 | 鳴海莊吉                      | 迷失驅動器（腰）（右插槽）        | 於漫畫《風都偵探》中，翔太郎回憶里登場的Memory。 本來因為罪惡感而放棄戰鬥的鳴海莊吉，受到小時候的翔太郎打動而再次變身。鳴海莊吉為了進入地球圖書館接觸菲利浦而犧牲了Skull Memory。 詳見上文假面騎士Skull。 |
| Taboo         | 禁忌     | 金色         | 高等記憶體 | 園咲冴子                      | 地球驅動器（腰）                  | 於漫畫《風都偵探》中，翔太郎回憶里登場的Memory。 後被財團X大量複製，用於處理違反財團命令之人。 另外此記憶體會隨著使用者的內心與意志，變化出不同型態，也因此變化出來的禁忌摻雜體會與園咲冴子所變身的禁忌摻雜體樣貌有所不同。 |
| Taboo         | 禁忌     | 金色         | 高等記憶體 | 財團X處理隊12人               | 地球驅動器（腰）                  | 於漫畫《風都偵探》中，翔太郎回憶里登場的Memory。 後被財團X大量複製，用於處理違反財團命令之人。 另外此記憶體會隨著使用者的內心與意志，變化出不同型態，也因此變化出來的禁忌摻雜體會與園咲冴子所變身的禁忌摻雜體樣貌有所不同。 |
| Taboo         | 禁忌     | 金色         | 高等記憶體 | 財團X成員                     | 地球驅動器（腰）                  | 於漫畫《風都偵探》中，翔太郎回憶里登場的Memory。 後被財團X大量複製，用於處理違反財團命令之人。 另外此記憶體會隨著使用者的內心與意志，變化出不同型態，也因此變化出來的禁忌摻雜體會與園咲冴子所變身的禁忌摻雜體樣貌有所不同。 |
| Arms          | 武器     | 黑色         | 一般正式版 | 犯罪集團                      | 不明                              | 於漫畫《風都偵探》中再度登場的Memory， 將左手變化成多管機槍或短寬劍，有多樣又強大的破壞力。被Accel以Accel Glancer破壞。 |
| Arms          | 武器     | 黑色         | 一般正式版 | 五條一葉                      | 地球驅動器rex（腰）（左插槽）     | 於漫畫《風都偵探》中再度登場的Memory， 將左手變化成多管機槍或短寬劍，有多樣又強大的破壞力。被Accel以Accel Glancer破壞。 |
| Owl           | 貓頭鷹   | 黃色         | 一般正式版 | 鳥羽音吉 （頂級適合者）       | 肚子                              | 於漫畫《風都偵探》中登場的Memory。 本身為小型Dopant，可透過快速飛行隱藏自身存在，同時用尖銳的爪子進行切割攻擊，但也因為體型的關係，即使戰力再強也缺乏防護力。擁有強大的腦容量，可以透過Memory將目標操控成自己的專屬傀儡個體，並在與傀儡個體合體後，同時擁有飛行能力、和變化成爪子的左手，成為攻防一體的強大個體。 最後分別被Accel（Booster）和W（Fang Trigger）以Fang Screwdr破壞。 頂級適合者的能力為Memory相性辨識，能夠看到一個人適合的Memory顏色。 |
| Owl           | 貓頭鷹   | 黃色         | 一般正式版 | 沖田舞（傀儡）                | 肚子                              | 於漫畫《風都偵探》中登場的Memory。 本身為小型Dopant，可透過快速飛行隱藏自身存在，同時用尖銳的爪子進行切割攻擊，但也因為體型的關係，即使戰力再強也缺乏防護力。擁有強大的腦容量，可以透過Memory將目標操控成自己的專屬傀儡個體，並在與傀儡個體合體後，同時擁有飛行能力、和變化成爪子的左手，成為攻防一體的強大個體。 最後分別被Accel（Booster）和W（Fang Trigger）以Fang Screwdr破壞。 頂級適合者的能力為Memory相性辨識，能夠看到一個人適合的Memory顏色。 |
| Violence      | 暴力     | 暗紅色       | 一般正式版 | 王道補習班的教師們            | 手背（左）                        | 於漫畫《風都偵探》中再度登場的Memory。 最後被W（Cyclone Joker）以Joker Extreme破壞。 |
| Trash         | 垃圾     |              | 一般正式版 | 比利佛田 （頂級適合者）       | 手掌（左）                        | 於漫畫《風都偵探》中登場的Memory。 是一個半身是粗鐵線的人體模型Dopant，能藉由吸收垃圾分泌出分解生物的黑色液體。受傷之時，能吸收垃圾廢棄物再生。 最後被W（Cyclone Joker Xtreme）以Bicker Final Illusion破壞。 頂級適合者的能力為永久再生，Dopant吞噬了垃圾後，使用者的人類型態也會得到治癒（原先已不能行走的比利佛田因此能夠行走，進而瞞過菲利普的察覺。）。 |
| Magma         | 熔岩     | 暗紅色       | 一般正式版 | 風吹鐵男                      | 不明                              | 於漫畫《風都偵探》中再度登場的Memory。是蒼炎眾手頭中最強的Memory。使用Magma的蒼炎眾成員被Accel破壞Memory後逮捕。 動畫第二集中，翔太郎向委託人解說什麼是Gaia Memory時，拿出了Magma的照片。 |
| Magma         | 熔岩     | 暗紅色       | 一般正式版 | 蒼炎眾成員                    | 不明                              | 於漫畫《風都偵探》中再度登場的Memory。是蒼炎眾手頭中最強的Memory。使用Magma的蒼炎眾成員被Accel破壞Memory後逮捕。 動畫第二集中，翔太郎向委託人解說什麼是Gaia Memory時，拿出了Magma的照片。 |
| Crab          | 螃蟹     | 暗紫色       | 一般正式版 | 雙見光 （頂級適合者）         | 胸口                              | 於漫畫《風都偵探》中登場的Memory。 使用後變身成螃蟹造型的人形Dopant。擁有堅硬的外殼、伸長蟹腳遠程攻擊、用螯發射出鉗斷衝擊波、可以讓攻擊偏移和再生傷害的泡沫等多樣能力。 最後被W（Heat Joker）以Joker Back Draft破壞。 |
| Crab          | 螃蟹     | 暗紫色       | 一般正式版 | 風吹鐵男                      | 不明                              | 於漫畫《風都偵探》中登場的Memory。 使用後變身成螃蟹造型的人形Dopant。擁有堅硬的外殼、伸長蟹腳遠程攻擊、用螯發射出鉗斷衝擊波、可以讓攻擊偏移和再生傷害的泡沫等多樣能力。 最後被W（Heat Joker）以Joker Back Draft破壞。 |
| Laugh         | 嗤笑     | 金色         | 高等記憶體 | 路克・蘭卡斯塔 （頂級適合者） | 側頸（右）                        | 於漫畫《風都偵探》中登場的Memory。 是一個小丑造型的笑臉巨漢Dopant（實際上可以將本體縮小成一張皮、隱藏在笑臉面具中）。可以消耗自己的皮、製作出物件或生物並操控他們，會因為消耗皮而使自身縮小，眼睛可以釋放射線。 最後被W（Cyclone Joker Xtreme）以Bicker Luna Charge Break破壞。 頂級適合者的能力為頭腦數據拷貝。 |
| Deep          | 深沉     |              | 一般正式版 | 出紋大騎                      | 側頸（右）                        | 於漫畫《風都偵探》中登場的Memory。 頭部似防毒面具，整個頭形被有如水母的巨大透明物覆蓋的Dopant。擁有穿過無機物的能力、身上卡著有機化合物時無法穿透，可以使用表面的液態物發出高頻振動，破壞觸碰到的物體。 最後被W（Fang Metal）以Fang Spear Bullet破壞。 |
| Fish          | 魚       | 暗藍色       | 一般正式版 | 出紋大騎                      | 未使用                            | 於漫畫《風都偵探》中登場的Memory。 出紋大騎將Memory給自己中意的女性使用，但她們都被Memory的毒素毒死。之後被G研回收。 |
| Fish          | 魚       | 暗藍色       | 一般正式版 | 未知女性                      | 不明                              | 於漫畫《風都偵探》中登場的Memory。 出紋大騎將Memory給自己中意的女性使用，但她們都被Memory的毒素毒死。之後被G研回收。 |
| Bee           | 蜜蜂     | 暗紅色       | 一般正式版 | 出紋大騎                      | 未使用                            | 於漫畫《風都偵探》中登場的Memory。 出紋大騎將Memory給自己中意的女性使用，但她們都被Memory的毒素毒死。之後被G研回收。 |
| Bee           | 蜜蜂     | 暗紅色       | 一般正式版 | 未知女性                      | 不明                              | 於漫畫《風都偵探》中登場的Memory。 出紋大騎將Memory給自己中意的女性使用，但她們都被Memory的毒素毒死。之後被G研回收。 |
| Apple         | 蘋果     | 暗紅色       | 一般正式版 | 出紋大騎                      | 未使用                            | 於漫畫《風都偵探》中登場的Memory。 出紋大騎將Memory給自己中意的女性使用，但她們都被Memory的毒素毒死。之後被G研回收。 |
| Apple         | 蘋果     | 暗紅色       | 一般正式版 | 未知女性                      | 不明                              | 於漫畫《風都偵探》中登場的Memory。 出紋大騎將Memory給自己中意的女性使用，但她們都被Memory的毒素毒死。之後被G研回收。 |
| Mermaid       | 人魚     |              | 一般正式版 | 出紋大騎                      | 未使用                            | 於漫畫《風都偵探》中登場的Memory。 出紋大騎預備給自己中意女性使用的Memory之一，之後被G研回收。 |
| Diva          | 歌姬     |              | 一般正式版 | 出紋大騎                      | 未使用                            | 於漫畫《風都偵探》中登場的Memory。 出紋大騎預備給自己中意女性使用的Memory之一，之後被G研回收、再由玄道修一郎使用。 擁有使用歌聲催眠他人的能力，被催眠的人會沒有意識，並且事後不記得被操縱時的事情。能夠壓縮高音頻，射擊出音符炸彈。 最後被W（Cyclone Metal）以Metal Bat Break（漫畫中沒有說招式名稱）破壞。 |
| Diva          | 歌姬     | 玄道修一郎   | 一般正式版 | 下巴                          |                                   | 於漫畫《風都偵探》中登場的Memory。 出紋大騎預備給自己中意女性使用的Memory之一，之後被G研回收、再由玄道修一郎使用。 擁有使用歌聲催眠他人的能力，被催眠的人會沒有意識，並且事後不記得被操縱時的事情。能夠壓縮高音頻，射擊出音符炸彈。 最後被W（Cyclone Metal）以Metal Bat Break（漫畫中沒有說招式名稱）破壞。 |
| Witch         | 女巫     |              | 一般正式版 | 出紋大騎                      | 未使用                            | 於漫畫《風都偵探》中登場的Memory。 出紋大騎預備給自己中意女性使用的Memory之一，之後被G研回收。 |
| Scissors      | 剪刀     |              | 一般正式版 | 本條隼人                      | 未使用                            | 於漫畫《風都偵探》中登場的Memory。收藏在印有財團X標誌的公事包中，後被羽柴廣美取走。 使用後變化為全身充滿刀痕的四手Dopant，擁有切斷的能力，只要使用手指作剪刀動作就能切斷任何東西，威力足以切開W最硬的金屬（Metal）。在全身變成白色的狀態下，能力會變成切斷空間。 最後被W（Cyclone Joker Xtreme）以Double Xtreme破壞。不過出紋大騎那邊還持有一支Scissors Memory，之後被G研回收。 |
| Scissors      | 剪刀     | 羽柴廣美     | 一般正式版 | 不明                          |                                   | 於漫畫《風都偵探》中登場的Memory。收藏在印有財團X標誌的公事包中，後被羽柴廣美取走。 使用後變化為全身充滿刀痕的四手Dopant，擁有切斷的能力，只要使用手指作剪刀動作就能切斷任何東西，威力足以切開W最硬的金屬（Metal）。在全身變成白色的狀態下，能力會變成切斷空間。 最後被W（Cyclone Joker Xtreme）以Double Xtreme破壞。不過出紋大騎那邊還持有一支Scissors Memory，之後被G研回收。 |
| Scissors      | 剪刀     | 五條一葉     | 一般正式版 | 地球驅動器rex（腰）（左插槽） |                                   | 於漫畫《風都偵探》中登場的Memory。收藏在印有財團X標誌的公事包中，後被羽柴廣美取走。 使用後變化為全身充滿刀痕的四手Dopant，擁有切斷的能力，只要使用手指作剪刀動作就能切斷任何東西，威力足以切開W最硬的金屬（Metal）。在全身變成白色的狀態下，能力會變成切斷空間。 最後被W（Cyclone Joker Xtreme）以Double Xtreme破壞。不過出紋大騎那邊還持有一支Scissors Memory，之後被G研回收。 |
| Key           | 鑰匙     | 暗紅色       | 一般正式版 | 本條隼人                      | 未使用                            | 於漫畫《風都偵探》中登場的Memory。收藏在印有財團X標誌的公事包中。 |
| Edge          | 刀鋒     | 黑色         | 一般正式版 | 本條隼人                      | 未使用                            | 於漫畫《風都偵探》中登場的Memory。收藏在印有財團X標誌的公事包中。 |
| Diamond       | 鑽石     | 暗藍色       | 一般正式版 | 本條隼人                      | 未使用                            | 於漫畫《風都偵探》中登場的Memory。收藏在印有財團X標誌的公事包中。 |
| Star          | 流星     | 黑色         | 一般正式版 | 本條隼人                      | 未使用                            | 於漫畫《風都偵探》中登場的Memory。收藏在印有財團X標誌的公事包中。 |
| House         | 房子     | 暗紅色       | 一般正式版 | 本條隼人                      | 未使用                            | 於漫畫《風都偵探》中登場的Memory。收藏在印有財團X標誌的公事包中。 |
| Tower         | 高塔     | 黑色         | 一般正式版 | 本條隼人                      | 未使用                            | 於漫畫《風都偵探》中登場的Memory。收藏在印有財團X標誌的公事包中。 |
| Umbrella      | 雨傘     | 暗藍色       | 一般正式版 | 本條隼人                      | 未使用                            | 於漫畫《風都偵探》中登場的Memory。收藏在印有財團X標誌的公事包中。 |
| Bird          | 鳥       | 暗紅色       | 一般正式版 | 犯罪者                        | 不明                              | 於漫畫《風都偵探》中，銀也真希回憶中的Dopant，被Accel打倒。 |
| Salamander    | 蠑螈     | 暗紅色       | 一般正式版 |                               |                                   | 於漫畫《風都偵探》中登場的Memory。收納在G研的保管室中。 |
| Stress        | 壓力     | 暗紅色       | 一般正式版 |                               |                                   | 於漫畫《風都偵探》中登場的Memory。收納在G研的保管室中。 |
| Ghost         | 幽靈     | 暗紫色       | 一般正式版 |                               |                                   | 於漫畫《風都偵探》中登場的Memory。收納在G研的保管室中，被遭到催眠控制的後藤留美子拿出。 |
| Go            | 行動     |              | 一般正式版 |                               |                                   | 於漫畫《風都偵探》中登場的Memory。收納在G研的保管室中，被遭到催眠控制的銀也真希拿出。 |
| General       | 上將     | 黑色         | 一般正式版 |                               |                                   | 於漫畫《風都偵探》中登場的Memory。收納在G研的保管室中，被遭到催眠控制的我那霸祥子拿出。 |
| Geisha        | 藝妓     | 暗藍色       | 一般正式版 |                               |                                   | 於漫畫《風都偵探》中登場的Memory。收納在G研的保管室中，被遭到催眠控制的麗娜・格蕾絲特拿出。 |
| Unicorn       | 獨角獸   | 藍綠色       | 一般正式版 | 五條一葉                      | 地球驅動器rex（腰）（左插槽）     | 於漫畫《風都偵探》中再度登場的Memory。 在手臂上覆蓋巨大的鎧甲獨角獸頭，長角有如鋼鐵長槍能刺穿任何防禦。 |
| Weather       | 天候     | 銀色         | 高等記憶體 | 井坂深紅郎                    | 耳朵（右）                        | 於漫畫《風都偵探》中再度登場的Dopant，井坂深紅郎在地獄中使用（雖然沒有出現Memory），對照井龍使用落雷將其救活。 |
| IceAge        | 冰河時代 | 暗藍色       | 一般正式版 | 五條一葉                      | 地球驅動器rex（腰）（左插槽）     | 於漫畫《風都偵探》中再度登場的Memory。 透過手指部分噴出溫度達絕對零度的冰霧，能使對手和周遭環境瞬間結冰。 |
| Death         | 死亡     | 棕色         |            | 矢之神夜一                    | 手掌（左）                        | 於漫畫《風都偵探》中再度登場的Memory，但是和Dummy擬態而成的不同，是真正的Death Memory。 通過骷髏頭射出的長舌頭的攻擊，可以使對手的Memory無效化。一個骷髏頭只能用於消除一個Memory的能力，但是骷髏頭是可以無限增殖的。 此外，在被擊敗的同時可以通過類似於蛻皮的方式保住本身和Memory。 |
| Bat           | 蝙蝠     | 白色         | 一般正式版 | 未知男性                      | 不明                              | 於漫畫《風都偵探》中，翔太郎回憶里登場的Memory。 最後被W（Cyclone Joker）以Joker Extreme破壞。 |
| Invisible     | 隱形     | 暗藍色       | 一般正式版 | 五條一葉                      | 地球驅動器rex（腰）（右插槽）     | 於漫畫《風都偵探》中再度登場的Memory。 擁有隱形的能力。 |
| Hungry        | 飢餓     |              |            | 森川一清                      | 腰（右）                          | 於漫畫《風都偵探》中登場的Memory。 |
| Neo Spider    | 蜘蛛     |              | 擬態記憶體 | 左翔太郎                      | 手錶                              | 於漫畫《風都偵探》中登場的Memory。 為菲利普透過在收集腕龍摻雜體曾在垃圾山所遺留的X粒子並加以開發的全新記憶體。 |
| Quest         | 探索     |              |            | 渣滓                          |                                   | 於漫畫《風都偵探》中登場的Memory。 |
| City          | 城市     |              |            | 萬燈永久                      | 地球驅動器rex（腰）               | 於漫畫《風都偵探》中登場的Memory。 |
| Smilodon      | 劍齒虎   |              |            | X財團                         |                                   | 在漫畫劇情中未出現 |
| Metal         | 金屬     |              | 不明       | 萬燈雪侍                      | 地球驅動器rex（腰）（左插槽）     | 於漫畫《風都偵探》中登場的Memory。 被萬燈雪侍用來防禦時女的攻擊，仍舊不敵時女的踢擊強度而損毀。 |
| Unite         | 結合     |              |            | 卯之花紬                      | 胸口（中）                        | 於漫畫《風都偵探》中登場的Memory。 |
| Necromancer   | 死靈法師 |              |            |                               | 地球驅動器rex（腰）               | 於漫畫《風都偵探》中登場的Memory。 可透過吸收帶有地球記憶的風，並藉由自身體內的體液將其具現化。 |
| Utopia        | 樂園     | 金色         | 高等記憶體 | 加頭順                        | 地球驅動器（腰）                  | 於漫畫《風都偵探》中再度登場的Memory。 |
| Nasca         | 納斯卡   | 金色         | 高等記憶體 | 園咲霧彥                      | 地球驅動器（腰）                  | 於漫畫《風都偵探》中再度登場的Memory。 |
| Nasca         | 納斯卡   | Prism Bicker |            | 園咲霧彥                      |                                   | |

## 本作登場怪人
有關參考：用語

### 摻雜體（Dopant）
| 日本名           | 中文名                | 英文名                  | 所使用的記憶體   | 變身者                                 | 登場話數                                                             | 身高                   | 體重                   | 特色 / 能力                                                                                       | 備註 |
| 雜兵型摻雜體     | 雜兵型摻雜體          | 雜兵型摻雜體            | 雜兵型摻雜體     | 雜兵型摻雜體                           | 雜兵型摻雜體                                                         | 雜兵型摻雜體           | 雜兵型摻雜體           | 雜兵型摻雜體                                                                                      | 雜兵型摻雜體 |
| ---------------- | --------------------- | ----------------------- | ---------------- | -------------------------------------- | -------------------------------------------------------------------- | ---------------------- | ---------------------- | ------------------------------------------------------------------------------------------------- | --- |
|                  | 妝扮摻雜體            | Masquerade Dopant       | 妝扮記憶體       | 火野、博物館成員                       | 13、15-16、21、37-38話、《假面騎士W Forever A至Z/命運的Gaia Memory》 | 會隨著個體對象而有差異 | 會隨著個體對象而有差異 | 格鬥、集團戰鬥                                                                                    | |
| 一般怪人型摻雜體 |                       |                         |                  |                                        |                                                                      |                        |                        |                                                                                                   | |
|                  | 熔岩摻雜體            | Magma Dopant            | 熔岩記憶體       | 戶川陽介 風吹鐵男、蒼炎眾成員          | 1、風都偵探                                                          | 235.0cm                | 270.0kg                | 熔岩記憶般的超高熱                                                                                | |
|                  | 暴龍摻雜體            | T-rex Dopant            | 暴龍記憶體       | 津村真里奈                             | 1 - 2                                                                | 223.0cm                | 198.0kg                | 使用巨大的顎部壓碎一切、衝擊波咆哮以及生成磁場來巨大化                                            | |
|                  | 金錢摻雜體            | Money Dopant            | 金錢記憶體       | 加賀泰造                               | 3 - 4                                                                | 212.0cm                | 320.0kg                | 使用Life Coin來吸取生命                                                                           | |
|                  | 奇蝦摻雜體            | Anomalocaris Dopant     | 奇蝦記憶體       | 鷹村源藏、鷹村源藏的部下、EXE的成員    | 5 - 6、最終話                                                        | 205.0cm                | 171.0kg                | 發射子彈利牙、巨大化                                                                              | 鷹村源藏的部下所使用的是試作型記憶體。                                                                                                  |
|                  | 蟑螂摻雜體            | Cockroach Dopant        | 蟑螂記憶體       | 伊刈、EXE的成員                        | 7 - 8、最終話                                                        | 205.0cm                | 171.0kg                | 棘手且超快的速度、從手掌發射出黏液                                                                | |
|                  | 甜點摻雜體            | Sweet Dopant            | 甜點記憶體       | 佐佐木由貴子、甜點男                   | 9 - 10、《假面騎士W RETURNS 假面騎士Eternal》                        | 212.0cm                | 101.0kg                | 從口中吐出的生奶油彈、右手所變化的劍刃                                                            | |
|                  | 病毒摻雜體            | Virus Dopant            | 病毒記憶體       | 山村幸                                 | 11 - 12                                                              | 201.0cm                | 0.0kg                  | 有機物及無機物的感染，並任意地操縱，或瞬間使其致死、利用長舌綑綁或攻擊、細菌粒子化的瞬間移動      | 根據園咲冴子所說，該記憶體的能力足以摧毀一座城市，但因為使用者是以靈魂型態變身，所以記憶體能力大減                                      |
|                  | 暴力摻雜體            | Violence Dopant         | 暴力記憶體       | 上尾強、情報販子                       | 13 - 14、《假面騎士W Forever A至Z/命運的Gaia Memory》                | 230.0cm                | 420.0kg                | 無與倫比的超腕力、利用左腕的鐵球進行打擊攻擊、暴力球的變化突進攻擊                                | |
|                  | 武器摻雜體            | Arms Dopant             | 武器記憶體       | 倉田劍兒                               | 15 - 16                                                              | 250.0cm                | 280.0kg                | 劍及銃等武裝與自在變化的腕部、裝置在背部的盾劍的完全防禦                                          | |
|                  | 鳥摻雜體              | Bird Dopant             | 鳥記憶體         | 江草茜、藤川統馬、金村有一、久保田彌生 | 17 - 18                                                              | 278.0cm                | 119.0kg                | 飛翔能力與風壓攻擊、羽毛手裏劍攻擊、發達的爪與強力的火炎彈攻擊（強化型態的能力）                  | 少數因為不明原因而產生質變的記憶體，可允許複數人體使用。                                                                                |
|                  | 冰河時代摻雜體        | IceAge Dopant           | 冰河時代記憶體   | 片平清、聖誕老人                       | 19 - 20、《假面騎士W Forever A至Z/命運的Gaia Memory》                | 260.0cm                | 132.0kg                | 從身體放出絕對零度的冷氣攻擊、將空氣中的水份冰結的武器化                                          | |
|                  | 三角龍摻雜體          | Triceratops Dopant      | 三角龍記憶體     | 九條綾                                 | 21 - 22                                                              | 232.0cm                | 222.0kg                | 變化自身的體細胞所生成出的「Dinosaur Club（棍棒）」、發射蓋亞記憶體能量所濃縮的能量光彈、巨大化   | |
|                  | 騙徒摻雜體            | Liar Dopant             | 騙徒記憶體       | 澤田幸夫                               | 23 - 24                                                              | 229.0cm                | 130.0kg                | 發射讓虛構變成真實的語言之針「Liar Needle」、從模仿巨大嘴巴的杖型武器「Lie Speaks」中放出強力光彈 | |
|                  | 操偶師摻雜體          | Puppeteer Dopant        | 操偶師記憶體     | 堀之內慶應                             | 25 - 26                                                              | 195.0cm                | 98.0kg                 | 從手指中出現的操縱線將目標對象如人偶般操控、從專用的單簧管放出的音波攻擊                          | |
|                  | 隱形摻雜體            | Invisible Dopant        | 隱形記憶體       | 莉莉白銀                               | 27 - 28                                                              | -                      | -                      | 可隨自身的意志自在操控自身的可見與不可見狀態、可自在變化可見與不可見狀態                          | |
|                  | 夢魘摻雜體            | Nightmare Dopant        | 夢魘記憶體       | 福島元                                 | 29 - 30                                                              | 262.0cm                | 130.0kg                | 能自在進出夢境之中的能力、能將捕捉的對象困在夢境之中的夢空間拘束器具「Dream Catcher」             | |
|                  | 野獸摻雜體            | Beast Dopant            | 野獸記憶體       | 有馬丸男 三輪利雄（惡路程式077）       | 31 - 32、《Drive SAGA 假面騎士Chaser》                               | 235.0cm                | 210.0kg                | 狂暴的腕力、強力的自我再生能力                                                                    | |
|                  | 區域摻雜體            | Zone Dopant             | 區域記憶體       | 有馬鈴子                               | 32                                                                   | 55.0cm                 | 55.0kg                 | 展開9×9方格的區域板塊將對象傳送到指定的方格位置或瞬間移動                                         | |
|                  | 昨日摻雜體            | Yesterday Dopant        | 昨日記憶體       | 不破夕子（須籐雪繪）                   | 33 - 34                                                              | 189.0cm                | 87.0kg                 | 向對象射擊「Yesterday的刻印」讓其重複24小時之前的行動                                             | |
|                  | 風神翼龍摻雜體        | Quetzalcoatlus Dopant   | 風神翼龍記憶體   | 風都野鳥園的鸚鵡                       | 35                                                                   | 6.0m                   | 2.8t                   | 音速飛行、能到達平流層的飛翔能力                                                                  | 其翼端長為12.0m，另外此風神翼龍記憶體為井坂深紅郎所複製的試驗記憶體                                                                     |
|                  | 蝗蟲摻雜體            | Hopper Dopant           | 蝗蟲記憶體       | 蝗蟲女                                 | 37 - 38                                                              | 211.0cm                | 97.0kg                 | 驚異的跳躍能力、踢擊技                                                                            | |
|                  | 基因摻雜體            | Gene Dopant             | 基因記憶體       | 川相透                                 | 39 - 40                                                              | 180.0cm                | 85.0kg                 | 透過操作與組合將兩種遺傳因子誕生出其他的物體                                                      | |
|                  | 基因摻雜體            | Gene Dopant             | 基因記憶體       | 川相透                                 | 39 - 40                                                              | 180.0cm                | 85.0kg                 | 透過操作與組合將兩種遺傳因子誕生出其他的物體                                                      | |
|                  | 寶石摻雜體            | Jewel Dopant            | 寶石記憶體       | 上杉誠                                 | 41 - 42                                                              | 220.0cm                | 264.0kg                | 無與倫比般防禦力的鑽石身軀、人類寶石化的能力、鑽石迷霧般的鏡像生成能力                            | |
|                  | 老化摻雜體            | Old Dopant              | 老化記憶體       | 相馬卓                                 | 43 - 44                                                              | 270.0cm                | 170.0kg                | 產生出精神干擾波「Old Creek」將效果範圍內的人類老化                                               | |
|                  | 能量摻雜體            | Energy Dopant           | 能量記憶體       | 寵物店的店員                           | 最終話                                                               | 195.0cm                | 160.0kg                | 從左腕的電磁砲擊射出強烈的加速超電導彈                                                            | |
|                  | 虛擬摻雜體            | Dummy Dopant            | 虛擬記憶體       | 羅伯特志島                             | 《假面騎士×假面騎士 W & Decade MOVIE大戰2010》                       | 178.0cm                | 70.0kg                 | 深入對象人物的深層心理、能將其身姿及性格完全忠實呈現到自己的身上                                  | 本體的戰鬥力相當弱，弱到亞樹子用拖鞋都能擊倒。                                                                                          |
|                  | 蜘蛛摻雜體            | Spider Dopant           | 蜘蛛記憶體       | 阿松（松井誠一郎）                     | 《假面騎士×假面騎士 OOO & W feat. Skull MOVIE大戰 Core》             | 不明                   | 不明                   | 絲線拘束、蜘蛛爆彈                                                                                | |
|                  | 蝙蝠摻雜體            | Bat Dopant              | 蝙蝠記憶體       | 小森繪蓮                               | 《假面騎士×假面騎士 OOO & W feat. Skull MOVIE大戰 Core》             | 不明                   | 不明                   | 任意操縱機械的特殊音波、發射光彈、飛行能力                                                        | |
|                  | 指揮官摻雜體          | Commander Dopant        | 指揮官記憶體     | 相模廣志                               | 《假面騎士W RETURNS 假面騎士Accel》                                  | 不明                   | 不明                   | 產生出假面士兵的能力、導彈攻擊（升級狀態）                                                        | |
|                  | 眼睛摻雜體            | Eyes Dopant             | 眼睛指揮官記憶體 | Prospect博士                           | 《假面騎士W RETURNS 假面騎士Eternal》                                | 不明                   | 不明                   | 預測對手的動作、放出無數的眼球攻擊                                                                | |
|                  | 親子丼摻雜體          | Oyakodon Dopant         | 蛋與雞記憶體     | 相田伊三                               | 超戰鬥DVD                                                            | 不明                   | 不明                   | 利用大筷子打擊攻擊、光彈連射                                                                      | 所使用的為內含兩種物質（蛋與雞）的特殊記憶體                                                                                            |
| 幹部怪人型摻雜體 |                       |                         |                  |                                        |                                                                      |                        |                        |                                                                                                   | |
|                  | 納斯卡摻雜體          | Nasca Dopant            | 納斯卡記憶體     | 園咲霧彦、園咲冴子                     | 3 （霧彦） 39 （冴子）                                               | 215.0cm                | 112.0kg                | 納斯卡之翼的飛翔能力、納斯卡之劍的劍擊、超加速能力（達到LV.2才能發揮）                            | |
|                  | 納斯卡摻雜體（等級3） | Nasca Dopant（Level 3） | 納斯卡記憶體     | 園咲冴子                               |                                                                      | 198.0cm                | 92.0kg                 | 納斯卡之翼的飛翔能力、納斯卡之劍的劍擊、超加速能力等                                              | 又稱作「R納斯卡摻雜體（Rナスカ・ドーパント）」                                                                                          |
|                  | 禁忌摻雜體            | Taboo Dopant            | 禁忌記憶體       | 園咲冴子                               | 1                                                                    | 200.0cm                | 72.0kg                 | 空中浮游能力、發射破壞光球                                                                        | |
|                  | 泥娃娃摻雜體          | Clay Doll Dopant        | 泥娃娃記憶體     | 園咲若菜                               |                                                                      | 170.0cm                | 150.0kg                | 從左腕擊發出的重力能量彈、再生能力                                                                | |
|                  | 泥娃娃極限            | Clay Doll Xtreme        | 泥娃娃記憶體     | 園咲若菜                               |                                                                      | 428.0cm                | 800.0kg                | 強烈的超重力破壞彈、無限的飛翔能力、地球的記憶（無限檔案）的接觸                                  | |
|                  | 劍齒虎摻雜體          | Smilodon Dopant         | 劍齒虎記憶體     | 米克                                   |                                                                      | 220.0cm                | 132.0kg                | 超然般身體輕盈與強烈的腕力、來自雙臂併攏所形成貓眼的破壞光彈                                      | 因米克無法自行變身的關係，都由他人（大部分是園咲琉兵衛）幫忙變身。 另外因變身者為米克的關係，只要對其擺出特定的手勢，就能讓牠安靜聽話。 |
|                  | 天候摻雜體            | Weather Dopant          | 天候記憶體       | 井坂深紅郎                             |                                                                      | 248.0cm                | 115.0kg                | 將強烈的日照、豪雨、落雷、龍捲、絕對零度的冷氣等，各種氣象技能增幅並加以運用                      | |
|                  | 恐懼摻雜體            | Terror Dopant           | 恐懼記憶體       | 園咲琉兵衛                             |                                                                      | 185.0cm                | 97.0kg                 | 產生出恐懼力場來煽動敵人的恐懼心並使其自滅、召喚恐懼龍                                            | |
|                  | 樂園摻雜體            | Utopia Dopant           | 樂園記憶體       | 加頭順                                 |                                                                      | 222.0cm                | 111.0kg                | 奪取人類所產生的希望並轉化成自己的能量、重力的自由操控                                            | |
| NEVER版摻雜體    |                       |                         |                  |                                        |                                                                      |                        |                        |                                                                                                   | |
|                  | 旋風摻雜體            | Cyclone Dopant          | T2旋風記憶體     | 瑪利亞‧S‧克蘭伯里（大道瑪利亞）        |                                                                      | 182.0cm                | 70.0kg                 | 操控氣壓、捲起狂暴的疾風                                                                          | |
|                  | 炙熱摻雜體            | Heat Dopant             | T2炙熱記憶體     | 羽原徠                                 |                                                                      | 178.0cm                | 80.0kg                 | 使用無與倫比的身體能力進行格鬥戰、超高熱的屬性攻擊                                                | |
|                  | 月神摻雜體            | Luna Dopant             | T2月神記憶體     | 泉京水                                 |                                                                      | 242.0cm                | 120.0kg                | 幻想的記憶之力、擅長腕部伸縮的幻覺戰法                                                            | |
|                  | 扳機摻雜體            | Trigger Dopant          | T2扳機記憶體     | 葦原賢                                 |                                                                      | 190.0cm                | 138.0kg                | 大火力的砲擊、集中一點的精密射擊                                                                  | |
|                  | 金屬摻雜體            | Metal Dopant            | T2金屬記憶體     | 堂本剛三                               |                                                                      | 200.0cm                | 276.0kg                | 無與倫比般的鋼鐵防禦力及腕力、金屬軸棍的棒術攻擊                                                  | |

## 播放列表
以下時間以當地時間（日本時間）為準
本作的劇情以兩話為一單元故事的方式播放，「／」前面的是該故事主標題，後面是該集副標題。
| 播放日期   | 話數 | 日本標題 | 中文標題                            | 登場敵方怪人（CV）                                                                                        | 關東收視率 | 編劇       | 導演     |
| ---------- | ---- | -------- | ----------------------------------- | --- | ---------- | ---------- | -------- |
| 2009/9/6   | 1    |          | W的搜索／偵探是二人一體             | - 岩漿摻雜體（CV：一乃瀬洋介）                                                                            | 10.2%      | 三條陸     | 田崎龍太 |
| 2009/9/13  | 2    |          | W的搜索／讓城市哭泣之物             | - 暴龍摻雜體（CV：山内明日）                                                                              | 9.8%       | 三條陸     | 田崎龍太 |
| 2009/9/20  | 3    |          | 不准對M出手／前往天國的方法         | - 金錢摻雜體（CV：我修院達也）                                                                            | 8.4%       | 三條陸     | 諸田敏   |
| 2009/9/27  | 4    |          | 不准對M出手／以Joker決勝負          | - 金錢摻雜體（CV：我修院達也）                                                                            | 7.1%       | 三條陸     | 諸田敏   |
| 2009/10/4  | 5    |          | 少女...A／爸爸是假面騎士            | - 奇蝦摻雜體（試作型）（CV：延喜則） - 奇蝦摻雜體（CV：伊東孝明）                                         | 6.8%       | 三條陸     | 黑澤直輔 |
| 2009/10/11 | 6    |          | 少女...A／謊言的代價                | - 奇蝦摻雜體（試作型）（CV：延喜則） - 奇蝦摻雜體（CV：伊東孝明）                                         | 8.1%       | 三條陸     | 黑澤直輔 |
| 2009/10/18 | 7    |          | 尋找C／菲力普無法忍受的事           | - 蟑螂摻雜體（CV：片桐仁）                                                                                | 9.6%       | 荒川稔久   | 田崎龍太 |
| 2009/10/25 | 8    |          | 尋找C／Dancing Hero                 | - 蟑螂摻雜體（CV：片桐仁）                                                                                | 7.2%       | 荒川稔久   | 田崎龍太 |
| 2009/11/8  | 9    |          | S的戰慄／女僕偵探看見了！           | - 甜點摻雜體（CV：濱田萬葉）                                                                              | 8.3%       | 三條陸     | 柴崎貴行 |
| 2009/11/15 | 10   |          | S的戰慄／名偵探的女兒               | - 甜點摻雜體（CV：濱田萬葉）                                                                              | 8.2%       | 三條陸     | 柴崎貴行 |
| 2009/11/22 | 11   |          | 復仇的V／感染車                     | - 病毒摻雜體（CV：松岡璃奈子）                                                                            | 8.3%       | 長谷川圭一 | 諸田敏   |
| 2009/11/29 | 12   |          | 復仇的V／怨念怪獸                   | - 病毒摻雜體（CV：松岡璃奈子）                                                                            | 8.5%       | 長谷川圭一 | 諸田敏   |
| 2009/12/6  | 13   |          | 廣播節目的猜謎／被盯上的公主        | - 暴力摻雜體（CV：三好博道）                                                                              | 7.7%       | 長谷川圭一 | 石田秀範 |
| 2009/12/13 | 14   |          | 廣播節目的猜謎／直播的意外事件      | - 暴力摻雜體（CV：三好博道）                                                                              | 7.0%       | 長谷川圭一 | 石田秀範 |
| 2009/12/20 | 15   |          | F的殘光／強盗騎士                   | - 武器摻雜體（CV：西興一朗）                                                                              | 8.0%       | 三條陸     | 柴崎貴行 |
| 2009/12/27 | 16   |          | F的殘光／奪回夥伴吧                 | - 武器摻雜體（CV：西興一朗）                                                                              | 3.6%       | 三條陸     | 柴崎貴行 |
| 2010/1/10  | 17   |          | 再見了N／Memory Kids                | - 鳥摻雜體（CV：今野真菜、木村遼希、吉原拓彌、伊倉愛美） - 納斯卡摻雜體（CV：君澤祐樹）                   | 7.0%       | 長谷川圭一 | 諸田敏   |
| 2010/1/17  | 18   |          | 再見了N／隨風而去的友人             | - 鳥摻雜體（CV：今野真菜、木村遼希、吉原拓彌、伊倉愛美） - 納斯卡摻雜體（CV：君澤祐樹）                   | 7.8%       | 長谷川圭一 | 諸田敏   |
| 2010/1/24  | 19   |          | 無法阻止I／他的名字是Accel          | - 冰河時代摻雜體（CV：澀谷謙人）                                                                          | 7.9%       | 三條陸     | 石田秀範 |
| 2010/1/31  | 20   |          | 無法阻止I／假面騎士的風格           | - 冰河時代摻雜體（CV：澀谷謙人）                                                                          | 8.0%       | 三條陸     | 石田秀範 |
| 2010/2/7   | 21   |          | 歸來的T／不適合女人的旋律           | - 三角龍摻雜體（CV：木下亞由美）                                                                          | 6.8%       | 長谷川圭一 | 坂本浩一 |
| 2010/2/14  | 22   |          | 歸來的T／不會死的男人               | - 三角龍摻雜體（CV：木下亞由美）                                                                          | 8.7%       | 長谷川圭一 | 坂本浩一 |
| 2010/2/21  | 23   |          | 將L獻給雙唇／歌手 歌曲 作曲家       | - 謊言摻雜體（CV：師岡三智雄）                                                                            | 8.8%       | 三條陸     | 田崎龍太 |
| 2010/2/28  | 24   |          | 將L獻給雙唇／說謊的人是你           | - 謊言摻雜體（CV：師岡三智雄）                                                                            | 8.7%       | 三條陸     | 田崎龍太 |
| 2010/3/7   | 25   |          | P的遊戲／手腳不乾淨的人偶           | - 操偶者摻雜體（CV：四方堂亘）                                                                            | 9.7%       | 長谷川圭一 | 石田秀範 |
| 2010/3/14  | 26   |          | P的遊戲／亞樹子追逐真相             | - 操偶者摻雜體（CV：四方堂亘）                                                                            | 9.4%       | 長谷川圭一 | 石田秀範 |
| 2010/3/21  | 27   |          | D在注視著／透明魔術師小姐           | - 天氣摻雜體（CV：檀臣幸） - 透明摻雜體（CV：長澤奈央）                                                   | 8.8%       | 三條陸     | 坂本浩一 |
| 2010/3/28  | 28   |          | D在注視著／必死的究極               | - 天氣摻雜體（CV：檀臣幸） - 透明摻雜體（CV：長澤奈央）                                                   | 7.5%       | 三條陸     | 坂本浩一 |
| 2010/4/4   | 29   |          | 噩夢的H／睡美人的憂鬱               | - 惡夢摻雜體（CV：加藤康起）                                                                              | 8.9%       | 長谷川圭一 | 田崎龍太 |
| 2010/4/11  | 30   |          | 噩夢的H／王子是誰？                 | - 惡夢摻雜體（CV：加藤康起）                                                                              | 9.1%       | 長谷川圭一 | 田崎龍太 |
| 2010/4/18  | 31   |          | ／追逐野獸                          | - 野獸摻雜體（CV：勝矢）                                                                                  | 8.2%       | 三條陸     | 諸田敏   |
| 2010/4/25  | 32   |          | 呼喚風的B／現在 在光輝之中                   | - 野獸摻雜體（CV：勝矢） - 區域摻雜體（CV：魏涼子）                                                       | 8.3%       | 三條陸     | 諸田敏   |
| 2010/5/2   | 33   |          | Y的悲劇／尋找昨天的女子             | - 昨天摻雜體（CV：平田薰）                                                                                | 8.6%       | 中島一基   | 石田秀範 |
| 2010/5/9   | 34   |          | Y的悲劇／兄妹                       | - 昨天摻雜體（CV：平田薰）                                                                                | 8.9%       | 中島一基   | 石田秀範 |
| 2010/5/16  | 35   |          | 在R的彼端／名為怪物的雨終會落下     | - 風神翼龍摻雜體                                                                                          | 8.8%       | 長谷川圭一 | 田崎龍太 |
| 2010/5/23  | 36   |          | 在R的彼端／解決一切吧               | - 天氣摻雜體                                                                                              | 8.7%       | 長谷川圭一 | 田崎龍太 |
| 2010/5/30  | 37   |          | 訪客X／約定的橋                     | - 蝗蟲摻雜體（CV：佃井皆美）                                                                              | 8.1%       | 長谷川圭一 | 諸田敏   |
| 2010/6/6   | 38   |          | 訪客X／奉博物館之名                 | - 蝗蟲摻雜體（CV：佃井皆美）                                                                              | 8.7%       | 長谷川圭一 | 諸田敏   |
| 2010/6/20  | 39   |          | G的可能性／糟糕電影天堂             | - 基因摻雜體（CV：川野直輝） - 黏土玩偶摻雜體（CV：飛鳥凛）                                               | 8.1%       | 三條陸     | 柴崎貴行 |
| 2010/6/27  | 40   |          | G的可能性／我不會原諒你             | - 基因摻雜體（CV：川野直輝） - 黏土玩偶摻雜體（CV：飛鳥凛）                                               | 7.7%       | 三條陸     | 柴崎貴行 |
| 2010/7/4   | 41   |          | J的迷宮／獵奇的惡女                 | - 寶石摻雜體（CV：河合龍之介）                                                                            | 7.5%       | 長谷川圭一 | 石田秀範 |
| 2010/7/11  | 42   |          | J的迷宮／受損的鑽石                 | - 寶石摻雜體（CV：河合龍之介）                                                                            | 5.2%       | 長谷川圭一 | 石田秀範 |
| 2010/7/18  | 43   |          | O的連鎖／老人偵探                   | - 老化摻雜體（CV：小豆畑雅一）                                                                            | 7.8%       | 長谷川圭一 | 坂本浩一 |
| 2010/7/25  | 44   |          | O的連鎖／雪拉德的自白               | - 老化摻雜體（CV：小豆畑雅一）                                                                            | 6.5%       | 長谷川圭一 | 坂本浩一 |
| 2010/8/1   | 45   |          | K在尋求的東西／惡魔的尾巴           | - 劍齒虎摻雜體（CV：高戶靖廣）                                                                            | 5.2%       | 三條陸     | 諸田敏   |
| 2010/8/8   | 46   |          | K渴求的東西／最後的晚餐             | - 恐懼摻雜體（CV：寺田農） - 黏土玩偶究極體（CV：飛鳥凛） - R納斯卡摻雜體（CV：生井亞實） - Terror Dragon | 6.7%       | 三條陸     | 諸田敏   |
| 2010/8/15  | 47   |          | 殘留的U／來自菲力普的委託           | - 烏托邦摻雜體（CV：孔大維）                                                                              | 7.5%       | 三條陸     | 石田秀範 |
| 2010/8/22  | 48   |          | 殘留的U／永遠的夥伴                 | - 烏托邦摻雜體（CV：孔大維） - 禁忌摻雜體（CV：生井亞實）                                                 | 7.7%       | 三條陸     | 石田秀範 |
| 2010/8/29  | 49   |          | 跟E說再見／為這個城市獻上正義的花束 | - 能量摻雜體（CV：末高斗夢） - 奇蝦摻雜體（CV：伊藤龍翼） - 蟑螂摻雜體（CV：金子直史）                    | 6.2%       | 三條陸     | 石田秀範 |

### 委託內容
| 中文標題      | 話數       | 委託內容                                    | 委託者                          | 嫌犯                                                              | 備註 |
| W本篇         | W本篇      | W本篇                                       | W本篇                           | W本篇                                                             | W本篇 |
| ------------- | ---------- | ------------------------------------------- | ------------------------------- | ----------------------------------------------------------------- | --- |
| 序章          | 0          | 調查死而復活的姊姊的真相                    | 睦月安紗美                      | 羅伯特志島                                                        | 羅伯特志島利用Dummy Memory模擬成他人，並藉此玩弄他人的感情 |
| 丼的α         | 超戰鬥DVD  | 找出破壞麵攤的犯人                          | 麵攤老闆                        | 相田伊三                                                          | 為了完成自己女兒的夢想，讓自家蛋包飯成為風都名物，進而襲擊販賣風都名物風麵的麵攤 |
| A to Z        | 44.5       | 回收T2地球記憶體                            | 瑪麗亞‧S‧克蘭伯里（大道瑪麗亞） | 財團X 大道克己 羽原徠 泉京水 堂本剛三 蘆原賢 瑪麗亞‧S‧克蘭伯里    | 委託人瑪麗亞‧S‧克蘭伯里（大道瑪麗亞）實際上為嫌犯之一。 財團X則是因為開發T2蓋亞記憶體，然後被大道克己奪走的關係，被列入嫌犯                                                                                       |
| W的檢索       | 1 － 2     | 尋回男朋友戶川陽介                          | 津村真理奈                      | 戶川陽介 津村真理奈                                               | 委託人津村真理奈實際上為襲擊WINDSCALE店面的主謀，而目標對象戶川陽介則是共犯。 戶川陽介最後被津村真理奈抹殺。 |
| 別向M出手     | 3 － 4     | 勸回離家的女兒和泉優子                      | 和泉優子的雙親                  | 加賀泰造                                                          | 委託目標優子在加賀的賭場賭輸而被奪走靈魂，在加賀被擊敗之際獲救 |
| 少女...A      | 5 － 6     | 保護楠原明日香                              | 楠原雅                          | 鷹村源藏和其手下                                                  | 委託期間曾被明日香誤認為其父親，而暫時扮演明日香的父親 |
| 尋找C吧       | 7 － 8     | 查明學校怪事並保護星野千鶴                  | 稻本彈吾                        | 伊刈                                                              | 本次委託為匿名委託，但後來發現稻本彈吾為委託者 |
| S的戰慄       | 09－10     | 尋回失蹤的父親淺川勇三                      | 淺川麻衣                        | 佐佐木由貴子                                                      | 本次委託者共5人，但以淺川麻衣為主委託及主要劇情 |
| 復仇的V       | 11－12     | 保護自己避免被害                            | 青木幹男                        | 山村幸 山村康平                                                   | 山村幸變成Virus Dopant附身在車子上，利用弟弟山村康平幫其報仇 委託者已經死亡 |
| 在收音機裏的Q | 13－14     | 追捕跟蹤自己的跟蹤狂                        | 園咲若菜                        | 佐伯素子 上尾強 火野                                              | Violence Memory為佐伯素子竊取而得，只是利用了上尾對園咲若菜進行報復，於結尾因為發現若菜的真實身分而被霧彥滅口 火野（Masquerade Dopant）雖然被園咲若菜（Clay Doll Dopant）消滅（與本次委託無關），但他也算其中一位 |
| F的殘光       | 15－16     | 追捕倉田劍兒並阻止其再犯案                  | 麻生冬美                        | 倉田劍兒 園咲冴子                                                 | 兩人原為通緝犯Twin-Rose，但倉田卻因Memory而失控並犯下銀行搶案，而本次事件主使者是園咲冴子 |
| 再見吧N       | 17－18     | 尋回失蹤的女兒江草茜                        | 江草理髮師                      | 江草茜 藤川統馬 金村有一 久保田彌生 園咲冴子                      | 江草茜為Memory真正使用者，Memory是園咲冴子為了測試Memory的力量而給予的 其他三名嫌犯皆是非正當使用者 |
| I停不了       | 19－20     | 找出凍結事件的真相                          | 照井龍                          | 片平清 片平真紀子                                                 | 片平真紀子在事件中多次掩護自己的兒子逃走，屬於共犯 委託人在委託中得到了Accel Driver |
| 歸來的T       | 21－22     | 找出風都警署的內奸並鍛鍊自己                | 真倉俊                          | 九條綾                                                            | 九條綾雖然參與本次事件搜查，卻只是為了向冰室和阿久津等人復仇 |
| 嘴唇上的L     | 23－24     | 找出節目評審員偏袒表演者的原因              | 伊莉莎白 Queen                  | 墨田雪穗 澤田幸夫                                                 | 事件起因為墨田雪穗為了讓吉米中田在選秀節目獲勝而委託犯人利用記憶體能力竄改比賽結果 |
| P的遊戲       | 25－26     | 取回人偶並傾聽人偶的聲音                    | 人偶麗子                        | 堀之內慶 井坂深紅郎                                               | 委託者為人偶麗子，因為Puppeteer Dopant的力量讓人偶麗子可以行動，用意是為了讓堀之內(人偶麗子的主人的父親)從罪惡中解脫 井坂深紅郎在事件中一度救走Puppeteer Dopant，並利用其能力攻擊鳴海偵探事務所，應列嫌犯之一     |
| D看見了       | 27－28     | 使身體恢復成原樣並能夠正常地使用Gaia Memory | 莉莉白銀                        | 井坂深紅郎                                                        | 委託人本身是Dopant，曾一度向井坂深紅郎求助改良Memory，但最後仍是遭其利用差點死亡 實際上Invisible Memory也是井坂所給予的                                                                                           |
| 噩夢的H       | 29－30     | 讓自己能夠安心入睡                          | 雪村姬香                        | 福島元                                                            | 本事件有部份於夢境發生 |
| 刮起風的B     | 31－32     | 希望鳴海莊吉協助追捕有馬丸男                | 尾藤勇                          | 有馬丸男 有馬鈴子                                                 | 由於鳴海莊吉早已死亡，因此本事件屬於代理委託 尾藤曾因有馬夫婦而頂罪入獄，並悉知其持有Gaia Memory的事情，而在出獄後進行委託                                                                                        |
| Y的悲劇       | 33－34     | 協助尋找名為“昨天”的貓咪                    | 不破夕子（須藤雪繪）            | 須藤雪繪                                                          | 委託人實為犯人，進行委託是為了利用翔太郎以取得園咲冴子的信任，以報園咲冴子殺兄之仇，但最終失去一切記憶 |
| 在R的遠方     | 35－36     | 讓鳥園的姐姐島本凪恢復精神                  | 風都中的4位孩子                 | 井坂深紅郎                                                        | 井坂深紅郎挑上島本凪為過剩適合者，利用來強化Quetzalcoatlus Memory的能力，並以情緒刺激使島本凪陷入恐懼，藉以進行強化                                                                                               |
| 拜訪者X       | 37－38     | 與十年前失散的家人見面                      | 山城諭                          | 蝗蟲女                                                            | 委託人為腦科學家，因被Museum抓去而定為死亡。曾洗去菲利普關於家人的記憶。後來逃出Museum而逃亡 委託者因為遇到嫌犯襲擊而死亡，死前說出菲利普的真正身份 嫌犯被Smilodon Dopant所滅口                                   |
| G的可能性     | 39－40     | 調查電影院的怪事                            | 虹村愛                          | 川相透 園咲若菜                                                   | 川相透為了能夠自己成為獨當一面的導演，而使用Gene Memory自行製作電影，並強迫他人觀看 |
| J的迷宮       | 41－42     | 抓到寶石竊賊以還自己清白                    | 刃野幹夫                        | 上杉誠 城島淚                                                     | 上杉利用城島替自己掩飾把人變成寶石的罪行，甚至打算連城島也滅口，最後並未成功 城島淚雖因獲救而投案，但仍應列嫌犯之一                                                                                               |
| O的連鎖       | 43－44     | 希望把女兒變回原樣                          | 後藤良枝                        | 相馬卓 關根光子                                                   | 相馬以「老化專家」的身分接受了關根光子的委託而將後藤良枝的女兒美優變成老人，委托原因是為了讓自己的女兒當上話劇的主角                                                                                              |
| K追求的東西   | 45－46     | 協助找出Evil Tail                           | 轟響子                          | 園咲琉兵衛 米克                                                   | 委託人轟響子在不知情的情況下找到目標物Evil Tail卻遭到追殺。 |
| 被遺留的U     | 47 － 48   | 救出園咲若菜                                | 菲利普（園咲來人）              | 加頭順                                                            | 委託人菲利普的委託內容附加條件為再救出園咲若菜後才可進行變身。 委託人菲利普最後因實行委託的附加條件消失。 |
| 再見了E       | 49         | 尋找失蹤的姊姊                              | 青山晶                          | 寵物店店員 遠藤士郎 EXE成員 青山唯                                | 目標對象青山唯曾為EXE的成員，之後雖然脫離該組織，但還是列入嫌犯。 |
| 風都偵探      |            |                                             |                                 |                                                                   | |
| 小心t         | 1 － 8     | 尋找T字路口的魔女                           | 坪崎忠太                        | 時女 佐武 坪崎忠太                                                | 時女雖並非吃人案真正的犯人，但因她有偷竊等犯罪行為，列入嫌犯。 委託人坪崎忠太也因為是摻雜體的變身者加上委託的真正動機不良，也因此列入。                                                                           |
| 最惡質的m     | 9 － 15    | 風祭惠的警衛                                | 真島伸太郎                      | 美原睦夫 小泉綠                                                   | 小泉綠為本案件的幕後黑手，因此列入嫌犯。 嫌犯美原睦夫最後遭到萬燈雪侍抹殺。 |
| c在何處       | 16 － 18   | 尋找父親的貓 - 茶歐                         | 中條朱美 中條家成員們           | 中條朱美 中條家成員們 蝶野麻友                                    | 委託人中條朱美等人委託的真正動機不良，因此全列入。 蝶野麻友因為是摻雜體的變身者加上引發貓咪失蹤案的真正犯人，所以列入其中。                                                                                       |
| 封閉的k       | 19 － 27   | 揪出酒精摻雜體是屋子中的誰?                 | -                               | 久保倉環奈 財前曆 有藤螢 難波胡桃 鏡野菊 木村正                   | 久保倉環奈、財前曆、有藤螢、難波胡桃四人雖然是被當作酒精記憶體的實驗對象，但同樣列入嫌犯。 木村正則是鏡野菊的共犯，所以列入其中。                                                                                 |
| p為惡魔       | 28 － 37   | 尋找失去的右手                              | 菅生傳一郎                      | 保羅東城 奏利津子                                                 | 奏利津子雖然明面上是被害者之一，但其實是保羅東城的共犯，因此列入其中。 |
| 超人r         | 38 － 46   | 尋找失蹤的爺爺 - 蘭堂廉太郎                 | 蘭堂立夏                        | 二階堂守 蘭堂廉太郎                                               | |
| s的肖像       | 47 － 55   | 救出被囚禁的少年                            | 雪拉德（園咲文音）              | 博物館                                                            | 此為翔太郎過去的回憶。 |
| 黑暗為o的巢穴 | 56 － 65   | 尋找失蹤的好友 - 沖田舞                     | 逢瀨奈奈                        | 鳥羽音吉 沖田舞 王道補習班的教師們（ORIGIN成員）                  | 其中目標對象沖田舞雖為鳥羽音吉所操縱的傀儡，但同時其為摻雜體的附屬變身者，因此將其列入。 另外，此案件中得知王道補習班為販售蓋亞記憶體的犯罪集團ORIGIN。                                                           |
| b們的寶物     | 66 － 74   | 抓住夕陽小偷                                | 弁財天源十郎                    | 千葉秀夫（費迪歐・赫斯坦） 比利佛田                               | 比利佛田為千葉秀夫（費迪歐・赫斯坦）的協助者兼摻雜體的變身者，也因此列入嫌犯。 |
| 感謝f         | 75 － 84   | 讓風都感謝祭不受干擾                        | 深澤                            | 風吹鐵男 雙見光 蒼炎眾成員                                        | 嫌犯風吹鐵男最後被加入裏風都的雙見光抹殺。 嫌犯雙見光之後被萬燈雪侍邀請加入裏風都，更成為裏風都的幹部成員。 |
| 死神為l的臉   | 85 － 93   | 死亡假面的真相                              | 轟響子                          | 路克・蘭卡斯塔                                                    | 嫌犯路克・蘭卡斯塔在案件中一度偽裝成受害者之一。 |
| 異端兒d       | 94 － 102  | 救出時女                                    | 萬燈雪侍                        | 出紋大騎                                                          | 嫌犯出紋大騎最後被萬燈雪侍丟給路摻雜體分食。 |
| 迷宮建築的h   | 103 － 110 | 破解東風都大學H棟（又稱迷宮建築）的詛咒     | 本條隼人                        | 羽柴廣美 千葉秀夫（費迪歐・赫斯坦） 本條隼人                      | 委託人本條隼人雖然並非摻雜體的變身者，但因跟財團X有關係，因此列入嫌犯之中。 另外，此案件中得知千葉秀夫（費迪歐・赫斯坦）的身世之謎。                                                                              |
| g招來死亡     | 111 － 118 | 揪出特殊研（又稱G研）的叛徒                 | 照井龍                          | 玄道修一郎 五條一葉 銀也真希 我那霸祥子 麗娜・格蕾絲特 後藤留美子 | 銀也真希、我那霸祥子、麗娜・格蕾絲特 、後藤留美子四人雖然是被玄道修一郎以摻雜體的能力控制，但同樣列入嫌犯。 |
| y的魔窟       | 119 － 127 | 找出五條一葉                                | 時女                            | 矢之神夜一                                                        | 目標對象五條一葉最後遭到殺害。 委託人時女則完全甦醒過去的記憶，並離開風都躲藏至裏風都內。 |
| i啊 再來一次  | 128 － 135 | 揪出飢餓摻雜體是胃袋商店街中的誰?           | -                               | 飢餓記憶體自身 森川一清                                           | 這次案件算是少數的記憶體自主犯罪的案件。 森川一清雖說是遭到飢餓記憶體操控的關係，但其自身曾於5年前就使用過記憶體力量為自己獲得利益，因此列入嫌犯。                                                                |
| 美麗的q       | 136 － 143 | 讓女王知道自己才是她的最佳搭檔 救出裏風都   | 伊莉莎白 女王                   | 渣滓 雙見光                                                       | 渣滓是綁架女王等人的主要嫌犯。 雙見光則是追擊時女的關係，同樣列入嫌犯。 |
| x的殘影       | 144 － 151 | 傾聽完她的初始之夜                          | 時女                            | 大道克己 萬燈雪侍                                                 | 此次是時女在講屬於她的初始之夜。 |
| 歡迎來到u     | 152 － 159 | 調查關於卯之花莊所發生的不可思議事件        | 卯之花紬                        | 千葉秀夫（費迪歐・赫斯坦） 卯之花紬                               | 委託人卯之花紬本身既為此案件的嫌犯，委託內容目的在於誘使W掉入自己所設的陷阱。 |
| n自黑暗中走出 | 160 －     | 調查自己                                    | 園咲霧彥                        | 諾斯特 加頭順                                                     | 諾斯特是死者復活計劃的執行者。 實際上裏風都計劃的復活對象為加頭順，但意外地讓園咲霧彥復活。 |

## 音樂
主題曲
- 『W-B-X 〜W Boiled Extreme〜』

作詞：藤林聖子 / 作曲：鳴瀨周平 / 歌：上木彩矢 w TAKUYA
香港粵語片頭曲
- 『W-B-X』 （改編《W-B-X 〜W Boiled Extreme〜》）

作詞：鄭櫻綸 / 作曲：鳴瀨周平 / 歌：譚嘉儀、馮允謙
台灣國語片頭曲
- 『？』 （改編《W-B-X 〜W Boiled Extreme〜》）

作詞：？ / 作曲：鳴瀨周平 / 歌：？、？
插曲
- 『Cyclone Effect』（第3話、第45話）

作詞 - 藤林聖子 / 作曲 - AYANO / 編曲 - Labor Day / 歌 - Labor Day
- 『Finger on the Trigger』（第7話、第23話）

作詞 - 藤林聖子、鬼音鼓 / 作曲・編曲 - 五十嵐“IGAO”淳一 / 歌 - Florida Keys
- 『Free Your Heat』（第13話）

作詞 - 藤林聖子 / 作曲・編曲 - Ryo / 歌 - Galveston 19
- 『Glorious street 栄光の道』（第8話）

歌 - Florida Keys
- 『Naturally』（第13話）

作詞 - 藤林聖子 / 作曲・編曲 - 鳴瀨シュウヘイ / 歌 - 園咲若菜（飛鳥凜）
- 『Leave all Behind』（第22話）

作詞 - 藤林聖子 / 作曲 - Ryo / 編曲 - Wilma-Sidr / 歌 - Wilma-Sidr
- 『Love♡Wars』（第23話）

作詞 - 藤林聖子 / 作曲・編曲 - 鳴瀬シュウヘイ / 歌 - Queen & Elizabeth（AKB48）
- 『Nobody's Perfect』（第32話、第38話）

作詞 - 松井五郎 / 作曲 - 鳴海荘吉 / 編曲 - 菅原弘明 / 歌 - 鳴海荘吉（吉川晃司）
- 『Extreme Dream』（第46話）

作詞 - 藤林聖子 / 作曲 - AYANO / 編曲 - Labor Day / 歌 - Labor Day

## 其他相關媒體

### 劇場版
- 《劇場版 假面騎士Decade 全騎士 VS 大修卡》（2009年8月8日上映）
- 《假面騎士×假面騎士 W & Decade MOVIE大戰2010》（2009年12月12日上映）
- 《假面騎士W Forever A至Z/命運的Gaia Memory》（2010年8月7日上映）
- 《假面騎士×假面騎士 OOO & W feat. Skull MOVIE大戰 Core》（2010年12月18日上映）
- 《OOO·電王·All Riders Let's Go 假面騎士》（2011年4月1日上映）
- 《假面騎士×假面騎士 Fourze & OOO MOVIE大戰MEGA MAX》（2011年12月10日上映）
- 《平成騎士對昭和騎士 假面騎士大戰 feat.超級戰隊》（2014年3月29日上映）
- 《假面騎士平成Generations Forever》（2018年12月22日上映）

### 外傳

#### OV作品
- 《假面騎士W RETURNS》

本作為《平成假面騎士系列》的第一套騎士OV作品。
- 《假面騎士W RETURNS 假面騎士Accel》


2011年4月21日以Blu-ray及DVD發行。
- 《假面騎士W RETURNS 假面騎士Eternal》


2011年7月21日以Blu-ray及DVD發行。
- 《Drive SAGA》

- 《Drive SAGA 假面騎士Chaser》

（原題：《ドライブサーガ 仮面ライダーチェイサー》）
本作為《假面騎士Drive》的騎士外傳作品，假面騎士Accel/照井龍於本作登場。
- 《假面騎士ZI-O NEXT TIME》

- 《假面騎士ZI-O NEXT TIME Geiz Majesty》

（原題：仮面ライダージオウ NEXT TIME ゲイツ、マジェスティ）
本作為《假面騎士ZI-O》的騎士外傳作品，假面騎士Accel/照井龍於本作登場。

#### 網路劇
- 《假面騎士REVICE The Mystery》


假面騎士Accel/照井龍登場。
- 《假面騎士JEANNE&假面騎士AGUILERA with Girls Remix》


鳴海亞樹子登場。
- 《假面騎士MAJADE with Girls Remix》

（原題：《仮面マジェード with ガールズリミックス》
鳴海亞樹子登場。

### 超戰鬥DVD
《假面騎士W 超戰鬥DVD 丼的α／再見了愛的菜單》

月刊雜誌《てれびくん》2010年8月號付錄的特別篇DVD。

### 漫畫
《風都偵探》（日语：風都探偵）
《假面騎士W》的漫畫續篇，敘述電視劇本篇完結後風都所發生的故事。
小學館《週刊Big Comic Spirits》連載，香港中文版由玉皇朝代理。
2021年4月3日因假面騎士50週年，官方正式宣佈此作動畫化。預定2022年夏季播出。

## 獎項
- 新城勁爆兒歌頒獎禮2012－－「新城勁爆兒歌」-《W-B-X》

## 超級英雄時間關連項目
- 2009秋《侍戰隊真劍者》（第28-49集）
- 2010春《天裝戰隊護星者》（第1-28集）

## 海外播映
| 台灣 東森幼幼台 星期日17:30～18:00 2013年2月10日停播 | 台灣 東森幼幼台 星期日17:30～18:00 2013年2月10日停播 | 台灣 東森幼幼台 星期日17:30～18:00 2013年2月10日停播 |
| ---------------------------------------------------- | ---------------------------------------------------- | ---------------------------------------------------- |
|                                                      | （2012年7月1日﹣2013年6月9日）                       |                                                      |
| 侍戰隊真劍者 （2011年10月9日﹣2012年6月24日）        | （2013年6月16日﹣2014年5月4日）                      |                                                      |

| 香港 無綫電視翡翠台 星期六11:15～11:50 2013年3月9日停播 | 香港 無綫電視翡翠台 星期六11:15～11:50 2013年3月9日停播 | 香港 無綫電視翡翠台 星期六11:15～11:50 2013年3月9日停播 |
| ------------------------------------------------------- | ------------------------------------------------------- | ------------------------------------------------------- |
|                                                         | （2012年7月21日﹣2013年7月6日）                         |                                                         |
| （2011年11月26日﹣2012年7月14日）                       | （2013年7月13日﹣2014年6月21日）                        |                                                         |

## 外部連結
- 幪面超人W（朝日電視台）（页面存档备份，存于）
- 幪面超人W（東映） （页面存档备份，存于）
- 假面騎士W介紹（Ban Dai Hong Kong） （页面存档备份，存于）
- 《假面騎士系列》情報網站（日語）
- 《假面騎士系列》萬代官網（日語）